# 17 lipca
17 lipca jest 198. (w latach przestępnych 199.) dniem w kalendarzu gregoriańskim. Do końca roku pozostaje 167 dni.

## Święta
- Imieniny obchodzą: Akwilin, Aleksa, Aleksja, Aleksy, Andrzej, Aneta, Bogdan, Donata, Dzierżykraj, Feliks, Januaria, Konstancja, Leon, Leona, Marcelina, Rufina, Sekunda, Sperat, Tarsycja, Teodota, Teodozy, Teodozjusz i Westyna.
- Korea Południowa – Dzień Konstytucji
- Lesotho – Urodziny Króla
- Wspomnienia i święta w Kościele katolickim[1][2] obchodzą:
  - bł. 16 karmelitanek z Compiègne
  - św. Aleksy, wyznawca (Aleksy Boży)
  - św. Ennodiusz z Pawii (biskup i ojciec Kościoła)
  - św. Jadwiga (królowa Polski; w polskim Kościele wspomnienie 8 czerwca)
  - św. Just z Tęgoborzy (pustelnik)
  - św. Leon IV (papież)
  - św. Marcelina z Mediolanu (dziewica)
  - bł. Paweł Piotr Gojdič (biskup)
  - święte Rufina i Justa (męczennice z Sewilli)
- Światowy Dzień Emoji(inne języki)
- Ogólnopolski Dzień Tabaki

## Wydarzenia w Polsce

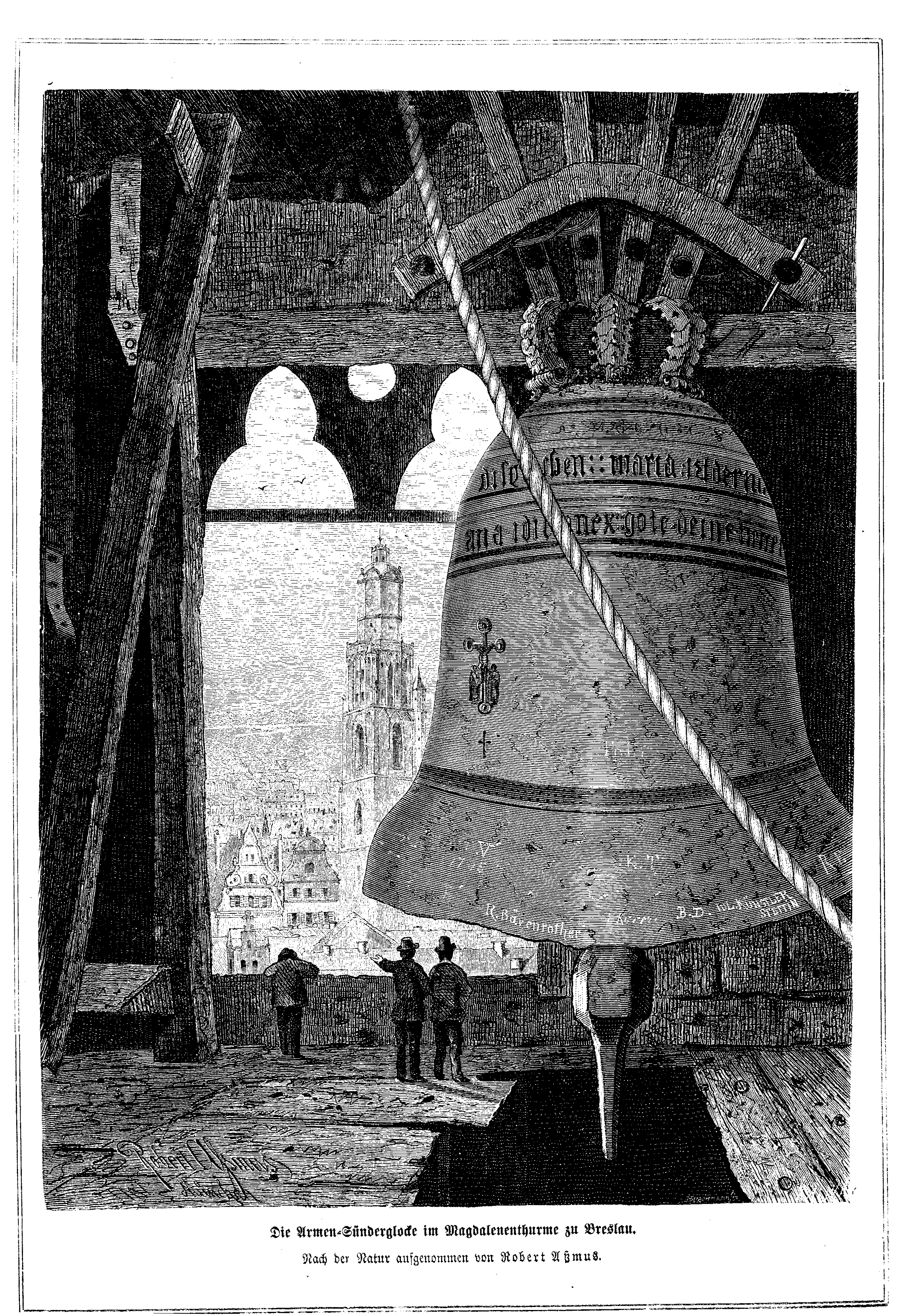
Dzwon grzesznika

- 1307 – Ród Święców, który sprawował władzę namiestniczą na Pomorzu Gdańskim, ale był odsuwany od wpływów, zdradził księcia Władysława I Łokietka i oddał się pod władzę margrabiów brandenburskich.
- 1386 – W południowej wieży kościoła św. Marii Magdaleny we Wrocławiu zawieszono Dzwon Grzesznika.
- 1402 – Na zjeździe we Wrocławiu książęta śląscy zawarli sojusz obronny oraz zapewnili króla Czech Wacława IV Luksemburskiego o swej lojalności.
- 1409 – Na zjeździe walnym polskich możnowładców w Łęczycy podjęto decyzje o włączeniu się do wojny w razie ataku zakonu krzyżackiego na Litwę i o wysłaniu poselstwa do Malborka.
- 1418 – W kościele św. Klemensa we Wrocławiu zawiązano spisek pospólstwa przeciw radzie miejskiej, oskarżonej o nadmierny fiskalizm i korupcję. Zaprzysiężony w kościele tłum wtargnął następnego dnia rano do ratusza, gdzie zamordowano burmistrza i trzech ławników, rozbito skrzynie z dokumentami i pieniędzmi oraz uwolniono więźniów.
- 1422 – Wybuchła polsko-krzyżacka wojna golubska.
- 1423 – Latowicz uzyskał potwierdzenie praw miejskich od księcia mazowieckiego Janusza I Starszego.
- 1432 – Wojna polsko-krzyżacka (1431-35): w Pabianicach zawarto antykrzyżacki sojusz z husytami.
- 1526 – Sejm Prus Książęcych przyjął uchwałę o unii monetarnej z Koroną Królestwa Polskiego.
- 1626 – V wojna polsko-szwedzka: wojska szwedzkie zajęły Ornetę.
- 1701 – Poświęcono odbudowany po pożarze kościół ojców pijarów pod wezwaniem św. Pryma i Felicjana (obecnie katedra polowa Wojska Polskiego w Warszawie).
- 1736 – Król August III Sas nadał prawa miejskie Jedwabnemu.
- 1789 – Będące dotychczas własnością biskupów krakowskich miasto Iłża przeszło na rzecz skarbu państwa.
- 1831 – Powstanie listopadowe: stoczono bitwę pod Broniszami.
- 1852 – Do Gdańska wjechał pierwszy pociąg. Miasto zostało połączone linią kolejową z Tczewem i Bydgoszczą.
- 1856 – Utworzono Śląski Związek Bankowy z siedzibą we Wrocławiu.
- 1900 – Otwarto Nową Synagogę Nowopraską w Warszawie.
- 1903 – Zakończyła się powódź na Śląsku (9-17 lipca).
- 1909 – Oddano do użytku Most Mariana Lutosławskiego na Bystrzycy w Lublinie.
- 1933 – Pod Myśliborzem rozbił się samolot z litewskimi lotnikami Steponasem Dariusem i Stasysem Girėnasem, którzy pokonali Atlantyk i zmierzali w kierunku Litwy. Obaj zginęli.
- 1941 – W ostatniej egzekucji w Palmirach Niemcy rozstrzelali 47 osób.

- 1943:

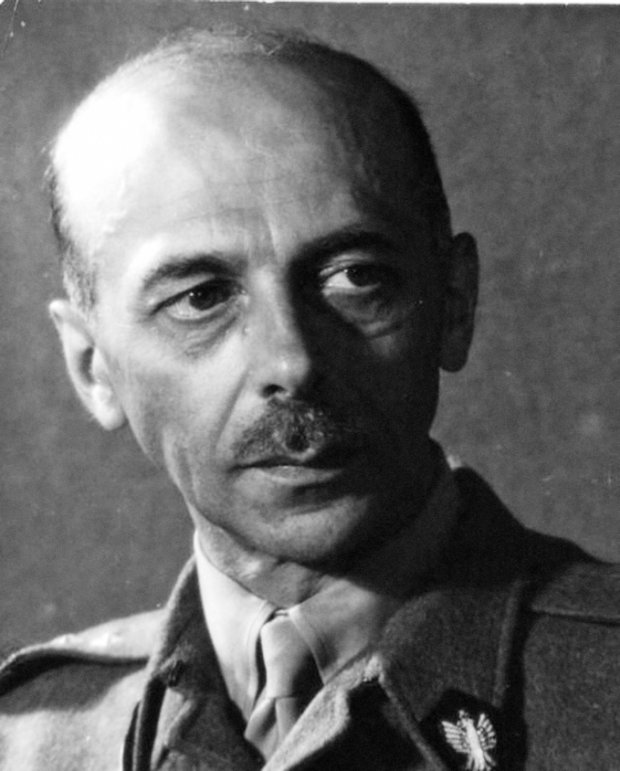
Tadeusz Komorowski

  - Gen. dyw. Tadeusz Bór-Komorowski został mianowany dowódcą Armii Krajowej.
  - Niemiecka żandarmeria spacyfikowała wieś Krasowo-Częstki w okręgu białostockim, mordując 257 osób.
  - Niemcy zlikwidowali getto żydowskie w Międzyrzecu Podlaskim.
  - Rzeź wołyńska: zbrodnia w Kupowalcach (16–17 lipca) dokonana przez oddział UPA na około 150 Polakach.
- 1944 – We wsi Bogusze NKWD rozbroiło i aresztowało zaproszonych na rozmowy dowódców AK okręgu wileńskiego.
- 1949 – Po pożarze hali produkcyjnej nr 20 zakładów mechanicznych „Zamech” w Elblągu aresztowano pod zarzutem sabotażu ponad 100 osób.
- 1953 – Sąd Doraźny w Bydgoszczy na sesji wyjazdowej w Nakle nad Notecią skazał na karę śmierci volksdeutscha i zbrodniarza wojennego Harry’ego Schulza.
- 1954 – Założono Wyższą Szkołę Rolniczą w Szczecinie, przekształconą później w Akademię Rolniczą.
- 1961 – Odkryto Jaskinię Czarną w Tatrach Zachodnich.
- 1974:
  - Premiera filmu historycznego Gniazdo w reżyserii Jana Rybkowskiego.
  - Rozpoczęto wydobycie w kopalni rudy miedzi w Rudnej.
- 1985 – W Warszawie otwarto saperski Most Syreny, używany jako zastępczy na czas remontów mostów Poniatowskiego i Śląsko-Dąbrowskiego, a następnie, w związku ze wzrostem ruchu samochodowego, do czasu zakończenia budowy Mostu Świętokrzyskiego w 2000 roku.
- 1986 – Ostatnia w PRL amnestia dla więźniów politycznych.
- 1987 – Przyjęto ustawę o przekształceniu Wyższej Szkoły Marynarki Wojennej im. Bohaterów Westerplatte w Gdyni w Akademię Marynarki Wojennej, zachowując zbiorowego patrona.
- 1989:
  - Polska wznowiła stosunki dyplomatyczne ze Stolicą Apostolską.
  - Ukazywał się pierwszy numer tygodnika „Program TV”.
- 1990 – Pierwszy węzeł sieci komputerów akademickich w Polsce PLEARN podłączono do sieci zagranicznej European Academic Research Network (EARN).
- 2010 – W Gdańsku zaginęła 19-letnia Iwona Wieczorek.
- 2023 – Podczas lądowania w złych warunkach atmosferycznych samolot Cessna 208 uderzył w hangar na lądowisku w Chrcynnie pod Nowym Dworem Mazowieckim, w wyniku czego zginęło 5 osób, a 8 zostało rannych.

## Wydarzenia na świecie
- 561 – Jan III został papieżem.
- 924 – Elfweard został królem Anglii.
- 1048 – Damazy II został papieżem.
- 1134 – Rekonkwista: zwycięstwo muzułmanów nad wojskami aragońskimi w bitwie pod Fragą.
- 1203 – IV wyprawa krzyżowa: krzyżowcy zdobyli Konstantynopol. Obalony cesarz Aleksy III Angelos uciekł nocą z miasta.
- 1210 – Król Szwecji Eryk X Knutsson pokonał w bitwie pod Gestirlen obalonego 2 lata wcześniej Swerkera II Młodszego, który poległ w bitwie.
- 1245 – Zakończył się Sobór lyoński I.
- 1393 – Wojska tureckie zdobyły Tyrnowo, ówczesną stolicę Bułgarii.
- 1402 – Yongle został cesarzem Chin.
- 1429 – Karol VII Walezjusz został koronowany w katedrze w Reims na króla Francji.
- 1440 – Władysław III Warneńczyk został koronowany w katedrze w Székesfehérvár na króla Węgier.
- 1453 – Zwycięstwo wojsk francuskich nad angielskimi w ostatniej bitwie wojny stuletniej pod Castillon.
- 1505 – Marcin Luter wstąpił do zakonu augustianów.
- 1603 – Zwycięstwo wojsk wołoskich nad siedmiogrodzkimi w bitwie pod Braszowem, w której poległ książę Siedmiogrodu Mojżesz Székely.
- 1657 – VI wojna wenecko-turecka: zwycięstwo floty weneckiej w bitwie w Cieśninie Dardanelskiej.
- 1690 – Wojna irlandzka: wojska wierne królowi Anglii i Szkocji Wilhelmowi III Orańskiemu rozpoczęły oblężenie Athlone.
- 1695 – Założono Bank of Scotland.
- 1700 – Alvise Mocenigo został dożą Wenecji.
- 1717 – Podczas rejsu statkiem po Tamizie w Londynie, w obecności króla Jerzego I Hanowerskiego wykonano po raz pierwszy suitę muzyka na wodzie Georga Friedricha Händla.
- 1762 – Obalony cesarz Rosji Piotr III Romanow zginął w areszcie domowym w Ropszy podczas bójki z oficerami gwardii. Nową cesarzową została jego żona Katarzyna II Wielka.
- 1771 – Rozpoczęto budowę soboru Objawienia Pańskiego w Jekaterynburgu.
- 1784 – Na Malcie wszedł w życie kodeks cywilny Diritto Municipale.
- 1788 – Wojna rosyjsko-szwedzka: bitwa morska pod Goglandem zakończona taktycznym remisem i strategicznym zwycięstwem floty rosyjskiej.
- 1791 – Gwardia Narodowa dokonała na Polu Marsowym w Paryżu masakry ok. 1500 uczestników demonstracji republikańskiej.
- 1793:
  - I koalicja antyfrancuska: zwycięstwo wojsk francuskich nad hiszpańskimi w bitwie pod Perpignan.
  - W Paryżu została zgilotynowana Charlotte Corday, zabójczyni rewolucjonisty Jeana-Paula Marata.
- 1794 – W Paryżu zgilotynowano 16 karmelitanek z Compiègne.
- 1797:
  - Ferdinand von Hompesch zu Bolheim został wielkim mistrzem zakonu maltańskiego.
  - Zlikwidowano trybunał inkwizycyjny we włoskiej Padwie.
- 1799 – Zdobyty rok wcześniej przez kontradmirała Horatio Nelsona w czasie bitwy morskiej pod Abukirem w Egipcie były francuski okręt liniowy „Tonnant” wpłynął do Plymouth, a następnie został wcielony do Royal Navy.
- 1821 – Hiszpania sprzedała Florydę Stanom Zjednoczonym.
- 1841 – Ukazało się pierwsze wydanie brytyjskiego tygodnika satyrycznego „Punch”.
- 1846 – Ogłoszenie przez Piusa IX amnestii dla więźniów politycznych w Państwie Kościelnym[3].
- 1850 – W Obserwatorium Harvarda w Cambridge w stanie Massachusetts wykonano pierwsze w historii zdjęcie gwiazdy. Był to dagerotyp Wegi w konstelacji Lutni.
- 1856 – W zderzeniu pociągów w Fort Washington w Pensylwanii zginęło 59-67 osób, a ponad 100 zostało rannych.
- 1860 – Włoska wojna wyzwoleńcza: rozpoczęła się bitwa pod Milazzo.
- 1861 – Prezydent Meksyku Benito Juárez ogłosił dwuletnie moratorium na spłatę zadłużenia zagranicznego w celu odbudowy zrujnowanej gospodarki.
- 1866 – W Bernie założono Szwajcarski Czerwony Krzyż (SRK).
- 1879 – Todor Burmow został pierwszym premierem Bułgarii.
- 1882 – Zwycięstwo wojsk amerykańskich nad Apaczami w bitwie pod Big Dry Wash.
- 1898 – Wojna amerykańsko-hiszpańska: skapitulowali hiszpańscy obrońcy Santiago de Cuba.
- 1900 – 72 zbieraczy siarki zginęło w wyniku erupcji wulkanu Adatara na japońskiej wyspie Honsiu.
- 1902 – Założono francuski klub piłkarski Stade Lavallois.
- 1904 – Wojna rosyjsko-japońska: rozpoczęła się bitwa na przełęczy Motian.
- 1912:
  - Mieszkańcy wyspy Ikaria na Morzu Egejskim zdobyli turecki garnizon i dzień później proklamowali powstanie Wolnego Państwa Ikarii.
  - W Sztokholmie powołano Międzynarodowe Stowarzyszenie Federacji Lekkoatletycznych (IAAF).
- 1913 – Wasił Radosławow został po raz drugi premierem Bułgarii.
- 1916 – Reprezentacja Urugwaju wygrała rozgrywany w Argentynie pierwszy turniej piłkarski Copa América o mistrzostwo Ameryki Południowej.
- 1917 – Król brytyjski Jerzy V zmienił nazwisko na Windsor.
- 1918:
  - Car Mikołaj II Romanow i jego rodzina zostali zamordowani w Jekaterynburgu przez oddział Czeka.
  - U wybrzeży Irlandii zatonął po storpedowaniu przez niemieckiego U-Boota U-55 statek pasażerski RMS „Carpathia”.
- 1919 – Uchwalono Konstytucję Finlandii.
- 1921 – Przywódca katolickiego klanu Mirdytów kapedan Gjon Markagjoni proklamował w północnej Albanii quasi-państwo Republikę Mirdity ze stolicą w Prizrenie na terytorium Kosowa.
- 1928 – Kleryk z seminarium duchownego i katolicki bojownik José de León Toral dokonał udanego zamachu na prezydenta elekta Meksyku Álvaro Obregóna.
- 1929:
  - Irmingarda z Chiemsee została ogłoszona świętą przez papieża Piusa XI.
  - W Luizjanie rozpoczęły działalność linie lotnicze Delta Airlines.
- 1932:
  - Uruchomiono komunikację tramwajową w ukraińskim Zaporożu.
  - W Altonie (od 1938 roku część Hamburga) w starciach między Sturmabteilung (SA) a komunistami zginęło 18 osób.
- 1936 – Gen. Francisco Franco stanął na czele buntu przeciwko Republice rozpoczynając hiszpańską wojnę domową.
- 1937 – 119 osób zginęło, a 118 zostało rannych w wyniku wykolejenia pociągu w mieście Bihta w północno-wschodnich Indiach.
- 1941 – Utworzono Generalny Okręg Białorusi, który wraz z Okręgami Generalnymi Litwa, Łotwa i Estonia stał się częścią Komisariatu Rzeszy Wschód.
- 1942 – Drugi dzień obławy Vel d’Hiv prowadzonej przez hitlerowców i kolaborantów francuskich, w wyniku której ujęto około 13 tys. Żydów z Paryża i okolic, którzy trafili następnie do obozów zagłady.
- 1944:
  - Feldmarszałek Erwin Rommel został ciężko ranny po ostrzelaniu jego samochodu przez brytyjski myśliwiec w północnej Francji.
  - W wyniku wybuchu amunicji w Port Chicago w Kalifornii zginęło 320 osób, a 390 zostało rannych.
- 1945 – Rozpoczęła się konferencja poczdamska z udziałem tzw. wielkiej trójki.
- 1948:
  - Prezydent Filipin Elpidio Quirino podpisał ustawę o przeniesieniu stolicy kraju z Manili do Quezon City.
  - Przyjęto konstytucję Korei Południowej.
- 1950 – Amerykański komunista Julius Rosenberg został aresztowany pod zarzutem przekazywania radzieckim agentom tajemnic dotyczących broni jądrowej. Później aresztowano również jego żonę Ethel.
- 1951 – W stolicy Jordanii Ammanie został zamordowany pierwszy premier niepodległego Libanu Rijad as-Sulh.
- 1952 – Ahmad Ghawam został po raz piąty premierem Iranu.
- 1953 – W katastrofie wojskowego samolotu Fairchild C-119 Flying Boxcar w Milton na Florydzie zginęły 43 osoby, a 3 zostały ranne.
- 1955 – W Anaheim w Kalifornii otwarto pierwsze wesołe miasteczko Walta Disneya – Disneyland.
- 1956 – Premiera musicalu filmowego Wyższe sfery w reżyserii Charlesa Waltersa.
- 1960 – Oddano do użytku Stadion Centralny w rosyjskim Murmańsku.
- 1962:
  - Przeprowadzono ostatni atmosferyczny próbny wybuch jądrowy na Poligonie Nevada (taktycznego pocisku M388 Davy Crockett odpalanego z wyrzutni bezodrzutowej).
  - Radziecki okręt podwodny z napędem jądrowym K-3 „Leninskij Komsomoł“ jako drugi, po USS „Nautilus“ w 1958 roku, dopłynął pod lodem do bieguna północnego.
- 1965 – Dokonano oblotu drugiego i ostatniego prototypu amerykańskiego ponaddźwiękowego bombowca strategicznego North American XB-70 Valkyrie, który z powodu wykrytych wad konstrukcyjnych nie wszedł do produkcji seryjnej.
- 1966 – W Berkeley w Kalifornii Amerykanin Jim Ryun ustanowił rekord świata w biegu na 1 milę (3:51,3 s.)
- 1967 – W Newark w stanie New Jersey zakończyły się 6-dniowe zamieszki rasowe, w czasie których zginęło 26 osób, a 727 zostało rannych.
- 1968:
  - Émile Derlin Zinsou został prezydentem Beninu.
  - Gaston Eyskens został po raz trzeci premierem Belgii.
  - W Iraku doszło do przewrotu przeprowadzonego przez Partię Baas. Miejsce obalonego prezydenta Abd ar-Rahmana Arifa zajął Ahmad Hasan al-Bakr.

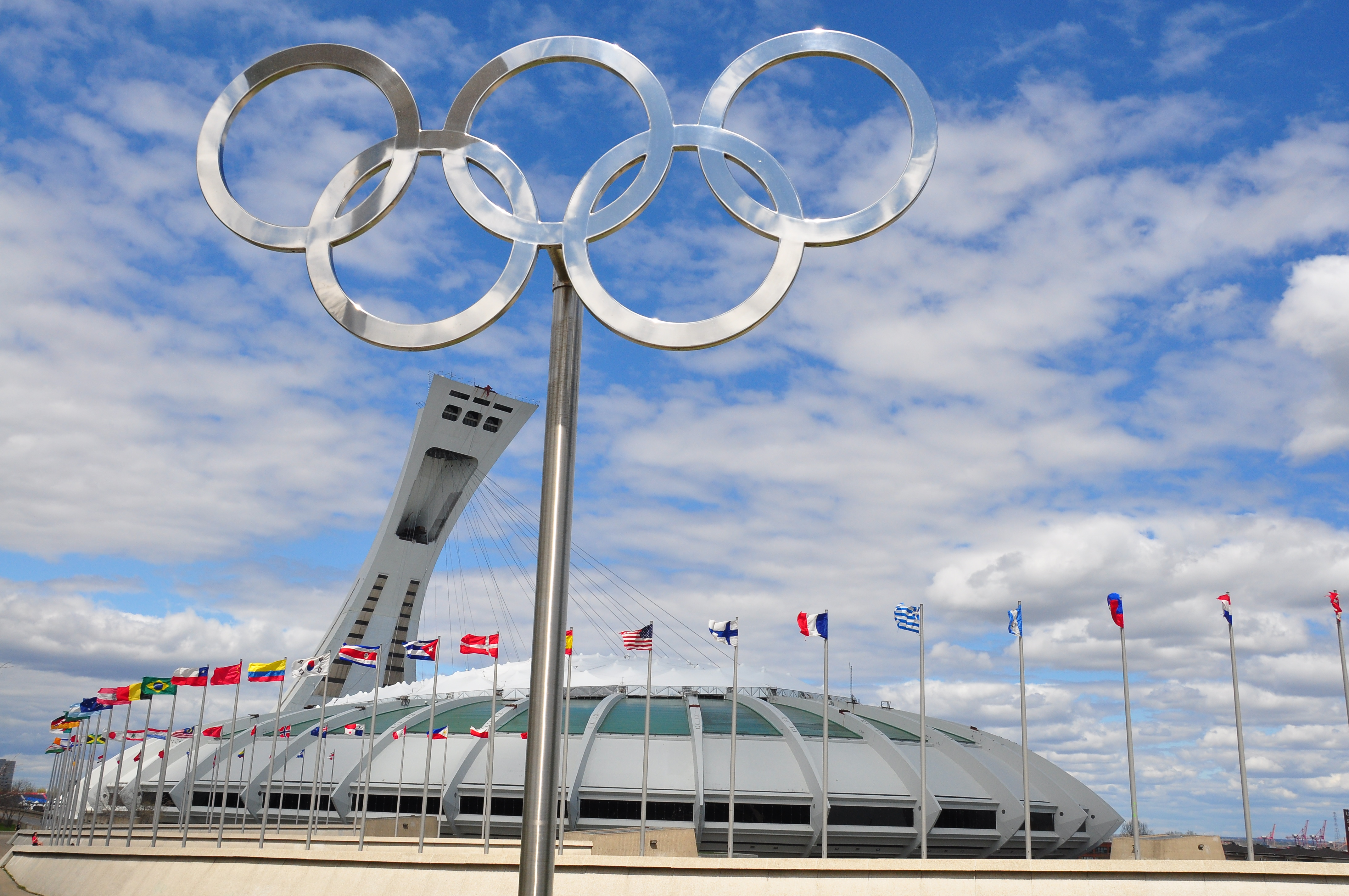
Stadion Olimpijski w Montrealu

- 1973 – W Afganistanie został obalony ostatni król Zahir Szah. Pierwszym prezydentem został Muhammad Daud Chan.
- 1976:
  - Królowa Elżbieta II dokonała otwarcia XXI Letnich Igrzysk Olimpijskich w Montrealu.
  - Timor Wschodni został zaanektowany przez Indonezję.
- 1979 – Nikaraguański dyktator Anastasio Somoza Debayle został obalony przez sandinistów.
- 1980:
  - Na konwencji Partii Republikańskiej w Detroit Ronald Reagan otrzymał nominację na kandydata na prezydenta, a George W. Bush na kandydata na wiceprezydenta USA w zaplanowanych na 4 listopada wyborach.
  - Zenkō Suzuki został premierem Japonii.
- 1981:
  - 114 osób zginęło, a ponad 200 zostało rannych po runięciu galerii w hotelu Hyatt Regency w amerykańskim Kansas City.
  - Wojna domowa w Libanie: od 123 do 300 osób zginęło, a ponad 550 zostało rannych w wyniku izraelskiego bombardowania Bejrutu.
- 1984:
  - Kamal Hasan Ali został premierem Egiptu.
  - Laurent Fabius został premierem Francji.
- 1986 – W radzieckiej telewizji wyemitowano nagraną 28 czerwca telekonferencję Leningrad-Boston (Kobiety rozmawiają z kobietami), w trakcie której jedna z radzieckich uczestniczek, odpowiadając na pytanie o obecność seksu w radzieckich reklamach, odpowiedziała: No, seksu u nas... seksu u nas nie ma, i my jesteśmy jemu kategorycznie przeciwni!. Do powszechnego użytku weszła zniekształcona i wyrwana z kontekstu część zdania: W ZSRR seksu nie ma.
- 1987 – W związku z nieuzyskaniem zgody na przesłuchanie podejrzanego o terroryzm dyplomaty z irańskiej ambasady w Paryżu Francja zerwała stosunki dyplomatyczne z Iranem.
- 1989:
  - Dokonano oblotu amerykańskiego bombowca Northrop B-2 Spirit.
  - George H.W. Bush jako pierwszy prezydent USA przybył z wizytą do Holandii.
- 1990 – W Paryżu odbyła się trzecia konferencja dwa plus cztery w sprawie zjednoczenia Niemiec.
- 1991 – Franjo Gregurić został premierem Chorwacji.
- 1994 – Brazylia pokonała w finale rozgrywanych w USA XV Mistrzostw Świata w Piłce Nożnej Włochy 3:2 po serii rzutów karnych i zdobyła swój czwarty tytuł mistrzowski. Po regulaminowym czasie gry i dogrywce był bezbramkowy remis.
- 1996:
  - 230 osób zginęło u wybrzeży Long Island w katastrofie należącego do amerykańskich Trans World Airlines Boeinga 747, lecącego z Nowego Jorku do Paryża.
  - Założono Wspólnotę Państw Portugalskojęzycznych.
- 1998:
  - 120 krajów podpisało statut rzymski ustanawiający Międzynarodowy Trybunał Karny.
  - Miloš Zeman został premierem Czech.
  - Trzęsienie ziemi u wybrzeży Papui-Nowej Gwinei i wywołane przez nie tsunami zabiły 2200 osób.
  - W 80. rocznicę śmierci car Mikołaj II Romanow i członkowie jego rodziny zostali pochowani w Sankt Petersburgu.
- 2000:
  - 60 osób zginęło, a 5 zostało rannych w indyjskim mieście Patna w katastrofie Boeinga 737 indyjskich linii Alliance Air.
  - Baszszar al-Asad został zaprzysiężony na urząd prezydenta Syrii.
- 2002 – Na wyspie Lipsi został aresztowany Aleksandros Giotopoulos, zidentyfikowany przez policję jako przywódca greckiej, marksistowskiej grupy terrorystycznej Organizacja Rewolucyjna 17 listopada.
- 2004 – Pedro Santana Lopes został premierem Portugalii.
- 2006:
  - Uzbrojeni napastnicy zaatakowali bazar w irackim mieście Mahmudiyah, zabijając co najmniej 60 osób.
  - W trzęsieniu ziemi na indonezyjskiej wyspie Jawa zginęło 659 osób.
- 2007:
  - 16 osób zginęło, a ponad 40 zostało rannych w samobójczym zamachu bombowym na wiecu przeciwników prezydenta Pakistanu gen. Perveza Musharrafa w Islamabadzie.
  - 199 osób zginęło w São Paulo w katastrofie Airbusa A320 brazylijskich linii TAM Linhas Aéreas.
- 2009 – 9 osób zginęło, a około 50 zostało rannych w zamachach bombowych na hotele Marriott i Ritz-Carlton w stolicy Indonezji Dżakarcie.
- 2010 – 14 osób zginęło, a 12 zostało rannych w katastrofie autobusu w Gjegjan w Albanii.
- 2011 – Odbyła się I tura wyborów prezydenckich na Wyspach Świętego Tomasza i Książęcej. Do II tury przeszli: Manuel Pinto da Costa i Evaristo Carvalho.
- 2014 – Konflikt na wschodniej Ukrainie: koło miasta Czystiakowe w obwodzie donieckim, w wyniku ataku rakietowego dokonanego przez separatystów wspieranych przez Rosję, doszło do katastrofy lecącego z Amsterdamu do Kuala Lumpur Boeinga 777 należącego do Malaysia Airlines, w wyniku czego zginęło wszystkich 298 osób na pokładzie (283 pasażerów i 15 członków załogi)[4][5][6].
- 2015 – Etiopka Genzebe Dibaba podczas mitingu w Monako ustanowiła rekord świata w biegu na 1500 metrów (3:50,07).
- 2016 – Podczas protestów ulicznych przeciwko brutalności policji w Baton Rouge w amerykańskim stanie Luizjana 29-letni czarnoskóry Gavin Eugene Long zastrzelił trzech policjantów, a trzech kolejnych ranił, po czym sam zginął od policyjnych kul.
- 2020 – Rada Najwyższa Ukrainy przyjęła ustawę o nowym podziale administracyjnym kraju.
- 2022 – Bernard Goumou został premierem Gwinei.

## Eksploracja kosmosu
- 1967 – Na Księżycu rozbiła się amerykańska sonda Surveyor 4.
- 1975 – Na orbicie okołoziemskiej doszło do połączenia amerykańskiego statku kosmicznego Apollo z radzieckim Sojuzem.

## Urodzili się
- 1487 – Isma’il I, szach Persji (zm. 1524)
- 1502 – Jane Fleming, szkocka arystokratka (zm. 1562)
- 1512 – Sybilla Jülich-Kleve-Berg, księżna-elektorowa Saksonii (zm. 1554)
- 1531 – Antoine de Créqui Canaples, francuski duchowny katolicki, biskup Amiens, kardynał (zm. 1574)
- 1561 – Jacopo Corsi, włoski kompozytor, mecenas sztuki (zm. 1602)
- 1639 – Jan Stanisław Zbąski, polski duchowny katolicki, biskup przemyski i warmiński, dyplomata (zm. 1697)
- 1674 – Isaac Watts, angielski teolog, poeta (zm. 1748)
- 1676 – César Chesneau Dumarsais, francuski filozof, gramatyk (zm. 1756)
- 1701 – Maria Klementyna Sobieska, polska szlachcianka (zm. 1735)
- 1709 – Giovanni Carlo Bandi, włoski duchowny katolicki, biskup Imoli, kardynał (zm. 1784)
- 1714 – Alexander Gottlieb Baumgarten, niemiecki filozof, wykładowca akademicki (zm. 1762)
- 1715 – Fryderyka, księżniczka Saksonii-Gotha-Altenburg, księżna Saksonii-Weißenfels (zm. 1775)
- 1724 – Bernardino Honorati, włoski kardynał, nuncjusz apostolski (zm. 1807)
- 1736 – Marc Vadier, francuski polityk, rewolucjonista (zm. 1828)
- 1744 – Elbridge Gerry, amerykański polityk, wiceprezydent USA (zm. 1814)
- 1745 – Timothy Pickering, amerykański prawnik, polityk, senator (zm. 1829)
- 1763 – John Jacob Astor, amerykański handlarz futer, finansista pochodzenia niemieckiego (zm. 1848)
- 1769 – Wilhelm Gottlieb Tilesius von Tilenau, niemiecki lekarz, botanik, podróżnik, rysownik (zm. 1857)
- 1781 – (lub 1777) Ignacy Zieliński, polski pułkownik Armii Księstwa Warszawskiego, polityk (zm. 1835)
- 1787 – Friedrich Krupp, niemiecki przemysłowiec (zm. 1826)
- 1791 – Józef Aleksy Morawski, polski polityk, członek Rady Administracyjnej Królestwa Polskiego (zm. 1855)
- 1794 – René-François Régnier, francuski duchowny katolicki, arcybiskup Cambrai, kardynał (zm. 1881)
- 1797 – Paul Delaroche, francuski malarz (zm. 1856)
- 1800 – Ivan Padovec, chorwacki gitarzysta, kompozytor (zm. 1873)
- 1804 – Carl Ferdinand Becker, niemiecki kompozytor, organista, pisarz muzyczny (zm. 1877)
- 1805:
  - Lodovico Altieri, włoski kardynał (zm. 1867)
  - Arsen Kwilecki, polski ziemianin, działacz narodowy, uczestnik powstania listopadowego (zm. 1883)
- 1806 – Johann Bernard von Rechberg, austriacki polityk, dyplomata (zm. 1899)
- 1808 – Elisabeth Kulmann, rosyjsko-niemiecka poetka, pisarka, poliglotka, tłumaczka (zm. 1825)
- 1810 – August Treboniu Laurian, rumuński językoznawca, historyk, publicysta, polityk (zm. 1881)
- 1814:
  - William Clayton, amerykański poeta, misjonarz mormoński (zm. 1879)
  - Alexander Beaufort Meek, amerykański prawnik, poeta, szachista (zm. 1865)
- 1815 – Henryk Kossowski, polski rzeźbiarz (zm. 1878)
- 1822 – Oskar von Elsner, niemiecki polityk (zm. 1882)
- 1824 – Martin Websky, niemiecki mineralog (zm. 1886)
- 1831 – Xianfeng, cesarz Chin (zm. 1861)
- 1837 – Julian Zachariewicz, polski architekt, konserwator zabytków (zm. 1898)
- 1838 – Paul Sinner, niemiecki fotograf (zm. 1925)
- 1840 – Édouard André, francuski architekt krajobrazu, ogrodnik (zm. 1911)
- 1842 – Georg von Schönerer, austriacki arystokrata, polityk (zm. 1921)
- 1843 – Julio Argentino Roca, argentyński generał, polityk, prezydent Argentyny (zm. 1914)
- 1846:
  - Nikołaj Mikłucho-Makłaj, rosyjski etnolog, antropolog, biolog (zm. 1888)
  - Casto Plasencia, hiszpański malarz (zm. 1890)
  - Iemochi Tokugawa, japoński siogun (zm. 1866)
- 1848 – Żegota Krówczyński, polski lekarz, działacz społeczny, propagator wychowania fizycznego (zm. 1893)
- 1849 – Thomas Henry Howard, brytyjski duchowny protestancki (zm. 1923)
- 1850 – Frédéric Bataille, francuski poeta, mykolog, pedagog (zm. 1946)
- 1852 – Enrico Morselli, włoski psychiatra (zm. 1929)
- 1853:
  - Ludwik Ćwikliński, polski filolog klasyczny, wykładowca akademicki (zm. 1942)
  - Eugen Hallervorden, niemiecki psychiatra, wykładowca akademicki (zm. 1914)
  - Alexius Meinong, austriacki filozof, wykładowca akademicki (zm. 1920)
- 1854 – Ludwig von Schröder, niemiecki admirał (zm. 1933)
- 1855 – Bror Brenner, fiński żeglarz sportowy (zm. 1923)
- 1859:
  - Edgar Henckel-Gaschin von Donnersmarck, niemiecki magnat (zm. 1939)
  - Curtis Gates Lloyd, amerykański mykolog (zm. 1926)
- 1860:
  - Otto Lummer, niemiecki fizyk, wykładowca akademicki (zm. 1925)
  - Clara Viebig, niemiecka pisarka (zm. 1952)
- 1862 – Czesław Tański, polski malarz, konstruktor lotniczy, pionier i popularyzator lotnictwa (zm. 1942)
- 1867:
  - Dimitrie Gerota, rumuński chirurg, anatom, urolog, radiolog (zm. 1939)
  - Leon Jogiches, polski działacz socjaldemokratyczny i komunistyczny pochodzenia żydowskiego (zm. 1919)
  - Walther Kausch, niemiecki chirurg (zm. 1928)
- 1869:
  - Arnold Kriedte, niemiecki księgarz, wydawca, działacz kulturalny (zm. 1945)
  - Kazimierz Mokłowski, polski architekt, publicysta, historyk sztuki (zm. 1905)
  - Elena da Persico, włoska dziennikarka, czcigodna Służebnica Boża (zm. 1948)
  - Harry Wahl, fiński żeglarz sportowy (zm. 1940)
- 1871:
  - Lyonel Feininger, amerykański malarz pochodzenia niemieckiego (zm. 1956)
  - Fiłaret Kołessa, ukraiński etnograf, folklorysta, kompozytor, historyk muzyki i literatury (zm. 1947)
- 1876:
  - Maksim Litwinow, radziecki polityk, dyplomata pochodzenia żydowskiego (zm. 1951)
  - Aleksander Majkowski, polski lekarz, działacz społeczny, pisarz (zm. 1938)
- 1882:
  - Oswald Holmberg, szwedzki gimnastyk (zm. 1969)
  - James Somerville, brytyjski admirał (zm. 1949)
- 1883 – Mauritz Stiller, fiński aktor, reżyser i scenarzysta filmowy (zm. 1928)
- 1888:
  - (lub 8 sierpnia 1887) Samuel Agnon, izraelski pisarz, laureat Nagrody Nobla (zm. 1970)
  - Paweł Piotr Gojdič, słowacki bazylianin, biskup tytularny eparchii preszowskiej Kościoła katolickiego obrządku bizantyjsko-słowackiego, męczennik, błogosławiony, Sprawiedliwy wśród Narodów Świata (zm. 1960)
  - Konrad Törnqvist, szwedzki piłkarz (zm. 1952)
- 1889 – Erle Stanley Gardner, amerykański pisarz (zm. 1970)
- 1890:
  - Robin Christian Andersen, austriacki malarz pochodzenia duńskiego (zm. 1969)
  - Julian Czyżewski, polski geograf (zm. 1968)
  - Auguste Hoël, francuski gimnastyk (zm. 1967)
  - Tadeusz Łakiński, polski rolnik, działacz niepodległościowy, polityk, senator RP (zm. 1958)
- 1891:
  - Boris Ławrieniow, rosyjski pisarz (zm. 1959)
  - René Maublanc, francuski filozof, marksista, członek ruchu oporu (zm. 1960)
  - Jerzy Zaruba, polski malarz, karykaturzysta, scenograf (zm. 1971)
- 1893:
  - Tadeusz Karszo-Siedlewski, polski przemysłowiec, polityk, senator RP (zm. 1939)
  - Siergiej Syrcow, radziecki polityk (zm. 1937)
  - Aleksander Węgierko, polski aktor, reżyser, dyrektor artystyczny teatrów (zm. 1941)
- 1894 – Georges Lemaître, belgijski duchowny katolicki, astronom (zm. 1966)
- 1895:
  - Wincenty Rutkowski, polski podpułkownik artylerii, uczestnik podziemia antykomunistycznego (zm. 1953)
  - Hermann Sasse, niemiecko-australijski duchowny i teolog luterański (zm. 1976)
  - Aleksy Sobaszek, polski duchowny katolicki, błogosławiony (zm. 1942)
- 1896:
  - Wawrzyniec Kaim, polski rzeźbiarz (zm. 1940?)
  - Reed Gresham Landis, amerykański pułkownik pilot, as myśliwski (zm. 1975)
- 1897 – Heisaku Kosawa, japoński psychiatra, psychoanalityk (zm. 1968)
- 1898:
  - Berenice Abbott, amerykańska fotografka, rzeźbiarka (zm. 1991)
  - Adam Krzeptowski, polski fotograf, reżyser filmowy (zm. 1961)
  - Jan Siuzdak, polski prezbiter katolicki, męczennik, Sługa Boży (zm. 1942)
- 1899 – James Cagney, amerykański aktor (zm. 1986)
- 1901:
  - Luigi Chinetti, amerykański kierowca wyścigowy pochodzenia włoskiego (zm. 1994)
  - Bruno Jasieński, polski poeta, działacz komunistyczny pochodzenia żydowskiego (zm. 1938)
- 1902:
  - Aleksei Müürisepp, estoński i radziecki polityk komunistyczny (zm. 1970)
  - Wasilij Sokołow, radziecki generał major (zm. 1958)
  - Christina Stead, australijska pisarka (zm. 1983)
  - Nikołaj Uszakow, radziecki generał major artylerii (zm. 1968)
- 1903:
  - Lilita Bērziņa, łotewska aktorka (zm. 1983)
  - Wanda Jakubińska, polska aktorka (zm. 1987)
  - Andrij Kucak, radziecki polityk (zm. 1974)
- 1904:
  - Matthew Kavukatt, indyjski duchowny katolicki obrządku syromalabarskiego, arcybiskup Changanacherry, Sługa Boży (zm. 1969)
  - Tomasz Konarzewski, polski bokser (zm. 1974)
- 1905:
  - William Gargan, amerykański aktor (zm. 1979)
  - Jacinto Quincoces, hiszpański piłkarz, trener (zm. 1997)
- 1906:
  - Dunc Gray, australijski kolarz torowy (zm. 1996)
  - Wołodymyr Pryjma, ukraiński greckokatolicki kantor, męczennik, błogosławiony (zm. 1941)
- 1907:
  - Dudley Morton, amerykański komandor porucznik (zm. 1943)
  - Monty Southall, brytyjski kolarz torowy (zm. 1993)
- 1908:
  - Syd Cozens, brytyjski kolarz torowy (zm. 1985)
  - Jadwiga Nowakowska-Boryta, polska aktorka (zm. 1995)
- 1909:
  - Józef Błaszczykowski, polski kolejarz, działacz ludowy i samorządowy (zm. 2016)
  - Ignacy Strasfogel, polsko-amerykański kompozytor, dyrygent (zm. 1994)
- 1910:
  - Barbara O’Neil, amerykańska aktorka (zm. 1980)
  - Marian Porębski, polski śpiewak operowy (tenor) (zm. 2008)
  - Leonid Żytkowicz, polski historyk (zm. 1991)
- 1911:
  - Marta Majowska, polska gimnastyczka (zm. 2001)
  - Yang Jiang, chińska pisarka, tłumaczka (zm. 2016)
- 1912:
  - Erwin Bauer, niemiecki kierowca wyścigowy (zm. 1958)
  - Pál Kovács, węgierski szablista (zm. 1995)
  - Art Linkletter, amerykański prezenter radiowy i telewizyjny pochodzenia kanadyjskiego (zm. 2010)
  - Walter de Souza Goulart, brazylijski piłkarz, bramkarz (zm. 1951)
- 1913 – Roger Garaudy, francuski filozof, pisarz (zm. 2012)
- 1914:
  - Umberto Branchini, włoski menedżer bokserski (zm. 1997)
  - Danuta Kaczorowska, polska pediatra, działaczka społeczna i polityczna (zm. 2017)
  - Jorge Salas Chávez, argentyński żeglarz sportowy (zm. 1992)
  - Czesław Sobieraj, polski kajakarz (zm. 1985)
  - Eleanor Steber, amerykańska śpiewaczka operowa (sopran) (zm. 1990)
- 1915:
  - Olavi Alakulppi, fiński biegacz narciarski, żołnierz (zm. 1990)
  - Cass Daley, amerykańska aktorka, piosenkarka (zm. 1975)
- 1916:
  - Tadeusz Dorobisz, polski chirurg (zm. 1973)
  - Aleksander Gieysztor, polski historyk, mediewista (zm. 1999)
  - Władysław Matwin, polski matematyk, polityk, poseł na Sejm PRL (zm. 2012)
  - Wanda Szczepuła, polska mikrobiolog (zm. 2014)
- 1917:
  - Phyllis Diller, amerykańska aktorka (zm. 2012)
  - Kenan Evren, turecki wojskowy, polityk, prezydent Turcji (zm. 2015)
- 1918:
  - Carlos Arana Osorio, gwatemalski generał, dyplomata, polityk, prezydent Gwatemali (zm. 2003)
  - Jan Trzaska, dowódca oddziału Armii Ludowej, funkcjonariusz aparatu bezpieczeństwa PRL
  - Zenon Wiktorczyk, polski konferansjer, satyryk, aktor estradowy, dziennikarz (zm. 1997)
- 1920:
  - Nils Bohlin, szwedzki inżynier, wynalazca (zm. 2002)
  - Gordon Gould, amerykański fizyk (zm. 2005)
  - Žuži Jelinek, chorwacka stylistka, projektantka mody (zm. 2016)
  - Rudolf Kárpáti, węgierski szablista (zm. 1999)
  - Zbigniew Kwiatkowski, polski pisarz, reportażysta (zm. 1979)
  - Juan Antonio Samaranch, hiszpański działacz sportowy, prezydent MKOl (zm. 2010)
- 1921:
  - Acquanetta, amerykańska modelka, aktorka (zm. 2004)
  - Donald Steyer, polski prawnik, historyk prawa (zm. 1994)
  - Ernst Stettler, szwajcarski kolarz szosowy (zm. 2001)
  - Hannah Szenes, węgierska poetka pochodzenia żydowskiego (zm. 1944)
- 1922:
  - Adam Borchardt, polski szachista (zm. 2011)
  - Donald Davie, brytyjski poeta, literaturoznawca (zm. 1995)
  - Bronisław Syzdek, polski historyk, pisarz, publicysta (zm. 2001)
- 1923:
  - Henryk Angelelli, argentyński duchowny katolicki, biskup La Rioja, męczennik, błogosławiony (zm. 1976)
  - John Cooper, brytyjski kierowca wyścigowy, konstruktor samochodów, przedsiębiorca (zm. 2000)
  - Franciszek Michałek, polski malarz, grafik, rzeźbiarz, scenograf, działacz społeczny (zm. 2006)
  - Edward J. Ruppelt, amerykański wojskowy (zm. 1960)
- 1924:
  - Zbigniew Kośmiński, polski poeta, prozaik (zm. 1996)
  - Adam Miłobędzki, polski historyk sztuki, architektury, kultury i idei (zm. 2003)
- 1925 – Carla Boni, włoska piosenkarka (zm. 2009)
- 1926:
  - Wiesław Oleksy, polski prawnik, polityk, prezydent Nowego Sącza (zm. 2007)
  - Piero Umiliani, włoski kompozytor muzyki filmowej (zm. 2001)
- 1927 – Miroslav Válek, słowacki poeta, publicysta i tłumacz, funkcjonariusz komunistyczny (zm. 1991)
- 1928:
  - Ion Alecsandrescu, rumuński piłkarz (zm. 2000)
  - Władysław Seńko, polski historyk filozofii, tłumacz, edytor (zm. 2017)
- 1929:
  - Roy McMillan, amerykański baseballista (zm. 1997)
  - Johann Riegler, austriacki piłkarz (zm. 2011)
  - Victor Scerri, maltański piłkarz, trener (zm. 2019)
- 1930:
  - Jan Czepułkowski, polski sztangista (zm. 2016)
  - Sigvard Ericsson, szwedzki łyżwiarz szybki (zm. 2019)
  - Zygmunt Hobot, polski aktor (zm. 2004)
- 1931:
  - Caroline Graham, brytyjska pisarka
  - Kazimierz Jankowski, polski psychiatra, psychoterapeuta, publicysta (zm. 2013)
  - Władimir Kotyriew, rosyjski kajakarz (zm. 2003)
  - Józef Lipman, polski chemik, wykładowca akademicki
- 1932:
  - Niccolò Castiglioni, włoski kompozytor, pianista, pisarz (zm. 1996)
  - Uri Huppert, izraelski prawnik, adwokat, pisarz, dziennikarz, działacz polityczny (zm. 2023)
  - Wojciech Kilar, polski pianista, kompozytor (zm. 2013)
  - Joaquín Salvador Lavado, argentyński rysownik, twórca komiksów (zm. 2020)
  - Bobby Leonard, amerykański koszykarz, trener (zm. 2021)
  - Ângelo Domingos Salvador, brazylijski duchowny katolicki, biskup pomocniczy São Salvador da Bahia, biskup Cachoeira do Sul i Uruguaiana (zm. 2022)
- 1933:
  - Keiko Awaji, japońska aktorka (zm. 2014)
  - Henryk Kowalski, polski kolarz szosowy (zm. 2021)
  - Karmenu Mifsud Bonnici, maltański prawnik, polityk, wicepremier i premier Malty (zm. 2022)
- 1934:
  - Ryszard Filipski, polski aktor, reżyser filmowy i teatralny (zm. 2021)
  - Johanna Grund, niemiecka dziennikarka, polityk (zm. 2017)
  - Henryk Grzybowski, polski piłkarz (zm. 2012)
  - Fabio de Jesús Morales Grisales, kolumbijski duchowny katolicki, biskup Mocoa-Sibundoy (zm. 2025)
- 1935:
  - Diahann Carroll, amerykańska aktorka, piosenkarka (zm. 2019)
  - Zbigniew Dregier, polski koszykarz
  - Juan Carlos Murúa, argentyński piłkarz, trener (zm. 2023)
  - Brian Sampson, australijski kierowca wyścigowy (zm. 2023)
  - Peter Schickele, amerykański kompozytor (zm. 2024)
  - Donald Sutherland, kanadyjski aktor (zm. 2024)
  - Elżbieta Zechenter-Spławińska, polska poetka, pisarka, autorka tekstów piosenek, tłumaczka, pedagog, doktor nauk humanistycznych
- 1936:
  - Andrzej Gomuliński, polski naukowiec, działacz opozycji antykomunistycznej (zm. 2008)
  - Jair Marinho, brazylijski piłkarz (zm. 2020)
  - Danuta Rinn, polska piosenkarka, aktorka (zm. 2006)
  - Jan Steffen, polski genetyk, onkolog, immunolog (zm. 2009)
- 1937:
  - Hieorhij Taraziewicz, radziecki i białoruski polityk, dyplomata (zm. 2003)
  - Stanisław Tym, polski aktor, satyryk, felietonista, reżyser filmowy (zm. 2024)
- 1938:
  - Hartmut Bagger, niemiecki generał (zm. 2024)
  - Hermann Huppen, belgijski autor komiksów
  - Mirosław Obłoński, polski piosenkarz, autor tekstów (zm. 2023)
- 1939:
  - Ali Chamenei, irański ajatollah, polityk, prezydent i najwyższy przywódca Iranu
  - Spencer Davis, brytyjski wokalista, multiinstrumentalista, członek zespołu The Spencer Davis Group (zm. 2020)
  - Rubén González, urugwajski piłkarz
  - Valve Lüütsepp, estońska koszykarka, trenerka
  - Milva, włoska aktorka, piosenkarka (zm. 2021)
  - Adalbert Ndzana, kameruński duchowny katolicki, biskup Mbalmayo
  - Gusztáv Szepesi, węgierski piłkarz (zm. 1987)
  - Walerij Woronin, rosyjski piłkarz (zm. 1984)
- 1940:
  - Marian Cycoń, polski samorządowiec, polityk, prezydent Nowego Sącza, burmistrz Starego Sącza, poseł na Sejm RP (zm. 2020)
  - Fajsal al-Husajni, palestyński polityk (zm. 2001)
  - Francisco Toledo, meksykański grafik, działacz społeczny (zm. 2019)
- 1941:
  - Klaus Masseli, polski piłkarz, bramkarz
  - Roberto Rivas, salwadorski piłkarz (zm. 1972)
  - Paula Shaw, amerykańska aktorka
  - Bogumiła Stawowska, polska strzelczyni sportowa
- 1942:
  - France Anglade, francuska aktorka (zm. 2014)
  - Connie Hawkins, amerykański koszykarz (zm. 2017)
- 1943:
  - Peter Andruška, słowacki prozaik, poeta, krytyk literacki (zm. 2024)
  - Bolesław Balcerowicz, polski generał, naukowiec
  - Szelomo Ben Ammi, izraelski historyk, polityk, dyplomata
  - Jacek Polaczek, polski aktor (zm. 2017)
  - Raymond Ramazani Baya, kongijski polityk, dyplomata (zm. 2019)
  - Andrzej Szaciłło, polski aktor
  - Adam Trela, polski aktor
- 1944:
  - Jan Górecki, polski duchowny katolicki, teolog (zm. 2017)
  - Janusz Grott, polski polityk, technik, poseł na Sejm RP (zm. 1998)
  - Krystyna Kuperberg, amerykańska matematyk pochodzenia polskiego
  - Carlos Alberto Torres, brazylijski piłkarz (zm. 2016)
- 1945:
  - Antony Anandarayar, indyjski duchowny katolicki, arcybiskup Pondicherry i Cuddalore (zm. 2021)
  - István Juhász, węgierski piłkarz (zm. 2024)
  - Aleksander Karadziordziewić, książę koronny serbski, ostatni następca tronu Królestwa Jugosławii
  - Aleksiej Rybnikow, rosyjski kompozytor
- 1946:
  - Peter Cormack, szkocki piłkarz, trener (zm. 2024)
  - Henri Heintz, francuski kolarz szosowy
  - Jeffrey Holland, brytyjski aktor
  - Guy Nzouba-Ndama, gaboński polityk
  - Anacleto Oliveira, portugalski duchowny katolicki, biskup Viana do Castelo (zm. 2020)
- 1947:
  - Joyce Anelay, brytyjska polityk
  - Corrado Clini, włoski wykładowca akademicki, urzędnik państwowy, polityk
  - Wolfgang Flür, niemiecki perkusista, członek zespołu Kraftwerk, architekt wnętrz
  - Andrzej Imosa, polski kolarz szosowy, trener (zm. 1987)
  - Kamila, królowa Wielkiej Brytanii
  - Tadeusz Pokrywka, polski polityk, samorządowiec, poseł na Sejm RP, prezydent Legnicy
- 1948:
  - Ron Asheton, amerykański muzyk, kompozytor, gitarzysta, członek zespołu The Stooges (zm. 2009)
  - Cathy Ferguson, amerykańska pływaczka
  - Anna Grzeszczak-Hutek, polska aktorka (zm. 2022)
  - Lech Konopka, polski generał broni
- 1949:
  - Geezer Butler, brytyjski basista, członek zespołu Black Sabbath
  - Pandelis Nikolau, grecki piłkarz
  - Łucja Ochmańska, polska gimnastyczka
- 1950:
  - Jerzy Paweł Duda, polski wokalista, muzyk, kompozytor (zm. 2013)
  - Derek de Lint, holenderski aktor
  - Phoebe Snow, amerykańska piosenkarka, gitarzystka (zm. 2011)
  - P.J. Soles, amerykańska aktorka pochodzenia niemieckiego
  - Poul-Erik Thygesen, duński piłkarz
- 1951:
  - Mark Bowden, amerykański dziennikarz, pisarz
  - Zef Çoba, albański muzyk, kompozytor, dyrygent
  - Laurence Freeman, brytyjski benedyktyn, pisarz
- 1952:
  - Thomas Ahlström, szwedzki piłkarz
  - David Hasselhoff, amerykański aktor, piosenkarz pochodzenia niemieckiego
  - Květoslava Petříčková, czeska hokeistka na trawie, bramkarka
  - Joanna Sienkiewicz, polska aktorka
  - Thé Lau, holenderski muzyk popowy, pisarz (zm. 2015)
- 1953 – Dawid (Perović), serbski biskup prawosławny
- 1954:
  - Vágner Benazzi, brazylijski piłkarz, trener (zm. 2023)
  - Bogusław Bębenek, polski generał brygady
  - Anna Bikont, polska dziennikarka, reporterka, pisarka
  - Ricardo Blas, guamski judoka
  - Angela Merkel, niemiecka fizyk, polityk, kanclerz Niemiec
  - Edward Natapei, vanuacki polityk, premier Vanuatu (zm. 2015)
  - Marie-Line Reynaud, francuska polityk, eurodeputowana
  - J. Michael Straczynski, amerykański scenarzysta, producent telewizyjny, pisarz pochodzenia białoruskiego
- 1955:
  - Waldemar Borek, polski dziennikarz, dokumentalista, fotograf, podróżnik
  - Barbara Kwietniewska, polska lekkoatletka, sprinterka i płotkarka
  - Gu Yong-ju, północnokoreański bokser
- 1956:
  - Julie Bishop, australijska polityk
  - Léon Kalenga Badikebele, kongijski duchowny katolicki, arcybiskup, nuncjusz apostolski (zm. 2019)
  - Piotr Młodożeniec, polski grafik, rysownik, ilustrator, autor filmów animowanych
  - Afric Simone, mozambicki piosenkarz
  - Mychajło Syrota, ukraiński polityk (zm. 2008)
  - Bryan Trottier, kanadyjski hokeista
- 1957:
  - Marija Arbatowa, rosyjska dziennikarka, pisarka, feministka, polityk
  - Fabio Dal Zotto, włoski florecista, szpadzista
  - Aleksandr Pietrow, rosyjski animator, reżyser filmów animowanych
- 1958:
  - Helmut Krieger, polski lekkoatleta, kulomiot
  - Jan Shearer, nowozelandzka żeglarka sportowa
  - Wong Kar-Wai, hongkoński reżyser, scenarzysta i producent filmowy
  - Tomasz Zaboklicki, polski przedsiębiorca
- 1959:
  - Alfred Achermann, szwajcarski kolarz szosowy
  - Baltazar, brazylijski piłkarz
  - Konstandinos Tasulas, grecki prawnik, polityk, przewodniczący parlamentu Hellenów
- 1960:
  - Juan Antonio Briceño, belizeński polityk, premier Belize
  - Krzysztof Nitkiewicz, polski duchowny katolicki, biskup sandomierski
  - Frank O’Mara, irlandzki lekkoatleta, długodystansowiec
  - Robin Shou, amerykański mistrz wschodnich sztuk walki, aktor, reżyser i producent filmowy pochodzenia chińskiego
  - Dawn Upshaw, amerykańska śpiewaczka operowa (sopran)
  - Jan Wouters, holenderski piłkarz, trener
  - Damiano Zoffoli, włoski stomatolog, samorządowiec, polityk, eurodeputowany
- 1961:
  - António Costa, portugalski samorządowiec, polityk, burmistrz Lizbony, premier Portugalii
  - Arturo Fajardo, urugwajski duchowny katolicki, biskup Salto
  - Nektariusz (Frołow), rosyjski biskup prawosławny
  - Guru, amerykański raper (zm. 2010)
  - Pekka Heino, szwedzki dziennikarz i prezenter telewizyjny pochodzenia fińskiego
  - Blair Horn, kanadyjski wioślarz
  - Jonathan Potts, kanadyjski aktor
  - Nauris Puntulis, łotewski śpiewak operowy, polityk
  - Veton Surroi, kosowski dziennikarz, polityk
  - Zbigniew Zamachowski, polski aktor, lektor, kompozytor
- 1962:
  - Jay Barrs, amerykański łucznik
  - Glenn Howard, kanadyjski curler
  - Melecjusz (Jehorenko), ukraiński biskup prawosławny
  - Krzysztof Żabicki, polski generał brygady
- 1963:
  - Abderrahim El Arjoun, marokański sędzia piłkarski
  - Andrzej Krzepiński, polski wioślarz
  - Letsie III, król Lesotho
  - Matti Nykänen, fiński skoczek narciarski (zm. 2019)
  - Dzintars Rasnačs, łotewski prawnik, polityk
  - Kim Shattuck, amerykańska wokalistka i gitarzystka rockowa, kompozytorka, członkini zespołów: The Muffs, The Pandoras, Pixies i NOFX (zm. 2019)
- 1964:
  - Andy Abraham, brytyjski piosenkarz pochodzenia grenadyjskiego
  - Józef Dąbrowski, polski duchowny katolicki, biskup pomocniczy Londonu i biskup Charlottetown w Kanadzie
  - Norbert Dobeleit, niemiecki lekkoatleta, sprinter
  - Earl Jones, amerykański lekkoatleta, średniodystansowiec
  - Hajime Kanzaka, japoński mangaka, pisarz, scenarzysta
  - Tomasz Kozłowicz, polski aktor, lektor
  - Heather Langenkamp, amerykańska aktorka
- 1965:
  - Einar Kyllingstad, norweski żużlowiec
  - Tomasz Kwiecień, polski dominikanin, tłumacz
  - Bastian Sick, niemiecki dziennikarz krytyk językowy
  - Aysel Tuğluk, turecka polityk pochodzenia kurdyjskiego
  - Alex Winter, amerykański aktor, reżyser i scenarzysta filmowy
- 1966:
  - Hipacy (Gołubiew), rosyjski biskup prawosławny
  - Kiattipong Radchatagriengkai, tajski trener siatkarski
  - Sten Tolgfors, szwedzki polityk
  - Marco Vaccari, włoski lekkoatleta, sprinter
- 1967:
  - Krzysztof Cezary Buszman, polski poeta, autor tekstów piosenek
  - René Friedl, niemiecki saneczkarz
- 1968:
  - Enikő Győri, węgierska polityk, dyplomatka
  - Davis Kamoga, ugandyjski lekkoatleta, sprinter
  - Beth Littleford, amerykańska aktorka
  - Daniel Monzón, hiszpański reżyser i scenarzysta filmowy
  - Bitty Schram, amerykańska aktorka
- 1969:
  - Jason Clarke, australijski aktor
  - Jarosław Jakimowicz, polski aktor
  - Jaan Kirsipuu, estoński kolarz szosowy
  - Krzysztof Respondek, polski aktor, piosenkarz, kabareciarz (zm. 2023)
  - Tommy Söderström, szwedzki hokeista
- 1970:
  - Jang Hyun-sung, południowokoreański aktor
  - Bogdan Jóźwiak, polski piłkarz, trener
  - Waldemar Malak, polski sztangista (zm. 1992)
  - Altin Rraklli, albański piłkarz
  - Mandy Smith, brytyjska piosenkarka, aktorka, modelka pochodzenia irlandzkiego
  - Urszula Stala, polska siatkarka
  - Marek Traskowski, polski operator filmowy i telewizyjny
- 1971:
  - Calbert Cheaney, amerykański koszykarz, trener
  - Cory Doctorow, kanadyjski pisarz science fiction, dziennikarz, bloger
  - Aleksandr Niewski, rosyjski kulturysta
  - Andrzej Twarowski, polski komentator sportowy
- 1972:
  - Tomasz Budasz, polski ekonomista, samorządowiec, prezydent Gniezna
  - Molly Parker, kanadyjska aktorka
  - Jörn Renzenbrink, niemiecki tenisista
  - Jason Rullo, amerykański perkusista, członek zespołu Symphony X
  - Jaap Stam, holenderski piłkarz
  - Eric Williams, amerykański koszykarz
- 1973:
  - Ross Aloisi, australijski piłkarz, trener pochodzenia włoskiego
  - Marcin Ćwikła, polski hokeista, trener
  - Tony Dovolani, amerykański tancerz, instruktor tańca pochodzenia albańskiego
  - Anna Januszyk, polska tenisistka stołowa
  - Daimaou Kosaka, japoński piosenkarz, komik
  - Filip (Nowikow), rosyjski biskup prawosławny
- 1974:
  - Dżargaltulgyn Erdenbat, mongolski ekonomista, polityk, premier Mongolii
  - Tonny de Jong, holenderska łyżwiarka szybka
  - Claudio López, argentyński piłkarz
  - Tamás Märcz, węgierski piłkarz wodny
  - Paweł Orleański, polski aktor, prezenter telewizyjny
  - Mohammed Ouseb, namibijski piłkarz
- 1975:
  - Elena Anaya, hiszpańska aktorka
  - Robert Andrzejuk, polski szpadzista
  - Omar Blanco, meksykański piłkarz
  - Darude, fiński didżej, producent muzyczny
  - Jewgienija Estes, rosyjska siatkarka
  - Cécile de France, belgijska aktorka
  - Paul Hinojos, amerykański gitarzysta, kompozytor
  - Jamila Madeira, portugalska polityk, eurodeputowana
  - Terence Tao, australijski matematyk pochodzenia chińskiego
  - Marko Tušek, słoweński koszykarz
  - Vincent Vittoz, francuski biegacz narciarski
- 1976:
  - Dagmara Domińczyk, amerykańska aktorka pochodzenia polskiego
  - Konrad Fijołek, polski samorządowiec, prezydent Rzeszowa
  - Andrea Glass, niemiecka tenisistka
  - Mohsin Harthi, saudyjski piłkarz
  - Marcos Senna, hiszpański piłkarz pochodzenia brazylijskiego
  - Anders Svensson, szwedzki piłkarz
  - Eric Winter, amerykański aktor
- 1977:
  - Leif Hoste, belgijski kolarz szosowy
  - Nina Kreutzmann Jørgensen, grenlandzka piosenkarka
  - Justyna Majkowska, polska wokalistka, członkini zespołu Ich Troje
  - Marc Savard, kanadyjski hokeista
  - Mario Stecher, austriacki kombinator norweski
  - Wout Wijsmans, belgijski siatkarz
- 1978:
  - Ricardo Arona, brazylijski grappler, zawodnik MMA
  - Line Fruensgaard, duńska piłkarka ręczna
  - Panda Bear, amerykański artysta eksperymentalny
  - Émilie Simon, francuska piosenkarka, multiinstrumentalistka, producentka muzyczna
  - Katharine Towne, amerykańska aktorka
  - Anna Zatonskih, ukraińsko-amerykańska szachistka
- 1979:
  - Pawło Petrenko, ukraiński prawnik, polityk
  - Rubi Pronk, holenderski baletmistrz
  - Rudolf Skácel, czeski piłkarz
  - Spinache, polski raper, producent muzyczny
  - Mike Vogel, amerykański aktor, model
- 1980:
  - Emił Angełow, bułgarski piłkarz
  - Martin Bartek, słowacki hokeista
  - Mamed Chalidow, polski zawodnik MMA pochodzenia czeczeńskiego
  - Doniu, polski raper, producent muzyczny
  - Anna Górska, polska działaczka polityczna, politolożka i dziennikarka, senatorka
  - Ryan Miller, amerykański hokeista, bramkarz
  - Danuta Piskorowska, polska lekkoatletka, biegaczka długodystansowa i górska
  - Rashid Ramzi, bahrajński lekkoatleta, średniodystansowiec pochodzenia marokańskiego
  - José Sand, argentyński piłkarz
  - Jarosław Marek Sobański, polski aktor kabaretowy
  - Bo’az Toporowski, izraelski polityk
  - Idoia Villanueva Ruiz, hiszpańska informatyk, polityk, eurodeputowana
- 1981:
  - Noemi Cantele, włoska kolarka szosowa
  - Gedymin Grubba, polski organista, dyrygent, kompozytor
  - Jonas Källman, szwedzki piłkarz ręczny
  - Piotr Maślanka, polski wokalista, kompozytor, multiinstrumentalista
  - Cezary Olszewski, polski tancerz (zm. 2023)
  - Mélanie Thierry, francuska modelka, aktorka
- 1982:
  - Carlo Costly, honduraski piłkarz
  - Natasha Hamilton, brytyjska wokalistka, członkini zespołu Atomic Kitten
  - René Herms, niemiecki lekkoatleta, sprinter (zm. 2009)
  - Jarrod Shoemaker, amerykański triathlonista
- 1983:
  - Steve Delabar, amerykański baseballista
  - Marcin Dziuba, polski szachista
  - Christian Grindheim, norweski piłkarz
  - Sarah Jones, amerykańska aktorka
  - Adam Lind, amerykański baseballista
  - Marcos Maidana, argentyński bokser
- 1984:
  - Tapuwa Kapini, zimbabwejski piłkarz
  - Dominick Muermans, holenderski kierowca wyścigowy
  - Albert Serrán, hiszpański piłkarz
  - Konstantin Swieczkar, rosyjski lekkoatleta, sprinter
  - Katie Uhlaender, amerykańska skeletonistka
- 1985:
  - Loui Eriksson, szwedzki hokeista
  - Tom Fletcher, brytyjski gitarzysta, wokalista, członek zespołu McFly
  - Rafał Fudalej, polski aktor
  - Valentino Gallo, włoski piłkarz wodny
  - Chris Johnson, amerykański koszykarz
  - Moses Mosop, kenijski lekkoatleta, długodystansowiec
  - Maurita Reid, amerykańsko-jamajska koszykarka
  - Martina Útlá, czeska siatkarka
- 1986:
  - Juan Ángel Albín, urugwajski piłkarz
  - Elvir Čolić, bośniacki piłkarz
  - Jane Jepkemboi, kenijska siatkarka
  - Mojo Rawley, amerykański futbolista, wrestler
  - Davide Riccardi, włoski wioślarz
  - Nikola Vujadinović, serbski piłkarz
- 1987:
  - Daniel Brands, niemiecki tenisista
  - Jeremih, amerykański piosenkarz, producent muzyczny
  - Petru Racu, mołdawski piłkarz
  - Veronika Schneider, węgierska szachistka
  - Ivan Strinić, chorwacki piłkarz
  - Andriej Woroncewicz, rosyjski koszykarz
- 1988:
  - Giovanni Codrington, holenderski lekkoatleta, sprinter pochodzenia surinamskiego
  - Guo Yue, chińska tenisistka stołowa
  - Grzegorz Hedwig, polski kajakarz, kanadyjkarz
- 1989:
  - Dawit Grigorian, ormiański piłkarz
  - Kinga Hatala, polska siatkarka
  - Meng Suping, chińska sztangistka
  - Charles Richard-Hamelin, kanadyjski pianista
  - Evelyn Verrasztó, węgierska pływaczka
  - Weronika Wedler, polska lekkoatletka, sprinterka
- 1990:
  - J.R. Celski, amerykański łyżwiarz szybki, specjalista short tracku pochodzenia polsko-filipińskiego
  - Heinz Lindner, austriacki piłkarz, bramkarz
  - Klæmint Olsen, farerski piłkarz
- 1991:
  - Siergiej Chiżniczenko, kazachski piłkarz
  - Sunny Jane, lesotyjski piłkarz
  - Oliver Ekman Larsson, szwedzki hokeista
  - Mann, amerykański raper
- 1992:
  - Houleye Ba, mauretańska lekkoatletka, biegaczka
  - Nick Bjugstad, amerykański hokeista
  - Vander Blue, amerykański koszykarz
  - Igor Bubnjić, chorwacki piłkarz
  - Mehdy Metella, francuski pływak
  - Sverre Lunde Pedersen, norweski łyżwiarz szybki
- 1993:
  - Kike Boula, piłkarz z Gwinei Równikowej
  - Rattikan Gulnoi, tajska sztangistka
  - Sterling Gibbs, amerykański koszykarz
- 1994:
  - Simona Dimitrowa, bułgarska siatkarka
  - Victor Lindelöf, szwedzki piłkarz
  - Benjamin Mendy, francuski piłkarz pochodzenia senegalskiego
  - Ayrton Preciado, ekwadorski piłkarz
  - Celenia Toribio, dominikańska siatkarka
- 1995:
  - Jordin Canada, amerykańska koszykarka
  - Michela Moioli, włoska snowboardzistka
- 1996:
  - Hardy Binguila, kongijski piłkarz
  - Yūdai Fujita, japoński zapaśnik
  - Grace Fulton, amerykańska aktorka
  - Robin Koch, niemiecki piłkarz
  - Chloé Tutton, walijska pływaczka
- 1997:
  - OG Anunoby, brytyjski koszykarz pochodzenia nigeryjskiego
  - Amadou Diawara, gwinejski piłkarz
  - Jakub Kochanowski, polski siatkarz
  - Bartosz Kwolek, polski siatkarz
  - Katerina Stewart, amerykańska tenisistka
- 1998:
  - Arilena Ara, albańska piosenkarka
  - Riikka Honkanen, fińska narciarka alpejska
  - Qiu Yuhan, chińska pływaczka
- 1999 – Julia Świątkiewicz, polska judoczka
- 2000:
  - Miray Akay, ukraińsko-turecka aktorka
  - Wataru Morishige, japoński łyżwiarz szybki
- 2001 – Kishane Thompson, jamajski lekkoatleta, sprinter
- 2002:
  - Rahman Amuzad, irański zapaśnik
  - Georgi Iwanow, bułgarski zapaśnik
  - Enzo Millot, francuski piłkarz pochodzenia martynikańskiego
  - Markus Müller, austriacki skoczek narciarski
  - Wang Jianjiahe, chińska pływaczka
- 2003 – Hina Tsushida, japońska skoczkini narciarska
- 2005 – Theoz, szwedzki piosenkarz, tancerz, influencer

## Zmarli
- 521 – Ennodiusz z Pawii, pisarz i teolog wczesnochrześcijański, biskup, święty (ur. 473/74)
- 855 – Leon IV, papież, święty (ur. 790)
- 924 – Edward I Starszy, król Wesseksu (ur. ok. 871)
- 1012 – Koloman ze Stockerau, irlandzki zakonnik, męczennik, święty (ur. ?)
- 1070 – Baldwin VI, hrabia Hainaut i Flandrii (ur. ok. 1030)
- 1085 – Robert Guiscard, książę Apulii, Kalabrii i Sycylii (ur. ok. 1016)
- 1119 – Baldwin VII Hapkin, hrabia Flandrii (ur. ok. 1093)
- 1210 – Swerker II Młodszy, król Szwecji (ur. 1164)
- 1318 – Rashid ad-Din, perski polityk, historyk (ur. 1247)
- 1399 – Jadwiga Andegaweńska, król i patronka Polski, święta (ur. 1373/1374)
- 1453:
  - Dymitr Szemiaka, książę moskiewski i książę zwienigorodzki i galicyjski (ur. 1421)
  - John Talbot, angielski dowódca wojskowy (ur. ?)
- 1497 – Benedetto Ghirlandaio, włoski malarz (ur. 1458)
- 1558 – Jerzy I, książę Wirtembergii-Mömpelgard (ur. 1498)
- 1588 – Sinan, turecki architekt nadworny (ur. 1489)
- 1603 – Mojżesz Székely, książę Siedmiogrodu (ur. 1553)
- 1627 – Lieven de Key, holenderski architekt (ur. 1560)
- 1632 – Hendrick van Balen, flamandzki malarz (ur. 1575)
- 1637 – Jan Magnus Tęczyński, polski szlachcic, polityk, wojewoda krakowski (ur. 1579)
- 1643 – Paweł Jan Działyński, polski szlachcic, polityk (ur. ok. 1594)
- 1645 – Robert Carr, szkocki arystokrata, polityk (ur. ok. 1587)
- 1657 – Eleonora Maria Anhalt-Bernburg, księżna Meklemburgii-Güstrow (ur. 1600)
- 1692 – Samuel Kmicic, strażnik wielki litewski, pułkownik wojsk litewskich, chorąży orszański (ur. ?)
- 1709 – Pascal Collasse, francuski kompozytor (ur. 1649)
- 1717 – Juan María de Salvatierra, włoski jezuita, misjonarz pochodzenia hiszpańskiego (ur. 1648)
- 1726 – William Cadogan, brytyjski arystokrata, generał, dyplomata (ur. 1675)
- 1738 – Antoni Łoyko, polski szlachcic, polityk, marszałek Trybunału Głównego Wielkiego Księstwa Litewskiego (ur. ?)
- 1742 – Franz Ludwig von Zinzendorf, austriacki generał, dyplomata (ur. 1661)
- 1746 – Anthonie van der Heim, holenderski polityk (ur. 1693)
- 1755 – Nathanael Gottfried Ferber, niemiecki polityk, burmistrz i burgrabia Gdańska (ur. 1688)
- 1762 – Piotr III Romanow, cesarz Rosji (ur. 1728)
- 1766 – Giuseppe Castiglione, włoski jezuita, misjonarz, malarz, architekt (ur. 1688)
- 1771 – Aleksy Razumowski, rosyjski feldmarszałek (ur. 1709)
- 1781 – Pietro Beccadelli di Bologna, włoski arystokrata, polityk (ur. 1697)
- 1790 – Adam Smith, szkocki filozof, ekonomista (ur. 1723)
- 1791 – Joachim Georg Darjes, niemiecki prawnik, filozof, ekonomista, teolog ewangelicki (ur. 1714)
- 1793:
  - Charlotte Corday, francuska zabójczyni (ur. 1768)
  - Marie Joseph Chalier, francuski rewolucjonista (ur. 1747)
- 1794:
  - 16 karmelitanek z Compiègne
  - Jean-Frédéric Edelmann, francuski kompozytor, pianista, klawesynista (ur. 1749)
- 1813 – Johann Christian von Lindenowski, pruski oficer, dyplomata, polityk, komisarz i nadburmistrz Elbląga, prezydent Gdańska (ur. 1736)
- 1816 – Jacob Read, amerykański polityk (ur. 1752)
- 1820 – Jiří Procháska, czeski anatom, okulista, fizjolog, pisarz, wykładowca akademicki (ur. 1749)
- 1825 – William Beauclerk, brytyjski arystokrata, polityk (ur. 1766)
- 1838 – Józef Arnulf Giedroyć, polski duchowny katolicki, biskup żmudzki (ur. 1754)
- 1845 – Charles Grey, brytyjski arystokrata, polityk, premier Wielkiej Brytanii (ur. 1764)
- 1848 – Aleksander Chlebowski, polski pułkownik (ur. 1766)
- 1850 – Franciszek Kacper Fornalski, polski oficer, uczestnik powstania listopadowego (ur. 1806)
- 1851 – Esther Copley, brytyjska pisarka (ur. 1786)
- 1859:
  - Pétrus Borel, francuski prozaik, poeta (ur. 1809)
  - Stefania Hohenzollern-Sigmaringen, królowa portugalska (ur. 1837)
- 1869 – Wilhelm, hrabia Wirtembergii (ur. 1810)
- 1871:
  - Cornelius Roosevelt, amerykański przedsiębiorca (ur. 1794)
  - Karol Tausig, polski pianista, kompozytor, pedagog pochodzenia czeskiego (ur. 1841)
- 1878 – Aleardo Aleardi, włoski poeta (ur. 1812)
- 1879 – Maurycy Gottlieb, polski malarz pochodzenia żydowskiego (ur. 1856)
- 1881:
  - James Bridger, amerykański traper, handlarz futer, zwiadowca (ur. 1804)
  - Žigmund Supan, słowacki duchowny katolicki, biskup bańskobystrzycki (ur. 1814)
- 1887:
  - Dorothea Dix, amerykańska pielęgniarka, rzeczniczka praw umysłowo chorych (ur. 1802)
  - Nicaise de Keyser, belgijski malarz (ur. 1813)
- 1892 – Erazm Fabijański, polski malarz, rysownik, drzeworytnik, scenarzysta (ur. 1826)
- 1894:
  - Josef Hyrtl, austriacki anatom (ur. 1810)
  - Leconte de Lisle, francuski poeta, filozof, filolog klasyczny, krytyk sztuki, tłumacz (ur. 1818)
- 1896 – Rainilaiarivony, malgaski wojskowy, polityk (ur. 1828)
- 1900 – Piotr Liu Ziyu, chiński męczennik i święty katolicki (ur. 1843)
- 1903 – James McNeill Whistler, amerykański malarz, grafik (ur. 1834)
- 1904:
  - Wilhelm Marr, niemiecki anarchista, dziennikarz (ur. 1819)
  - Isaac Roberts, brytyjski astronom, pionier astrofotografii (ur. 1829)
- 1905:
  - Teofil Pawłykiw, ukraiński duchowny greckokatolicki, działacz społeczny, polityk (ur. 1821)
  - Wiktor Wołczyński, polski artysta fotograf, teoretyk fotografii, publicysta (ur. ?)
- 1906:
  - Carlos Pellegrini, argentyński prawnik, polityk, wiceprezydent i prezydent Argentyny (ur. 1846)
  - Harry Pillsbury, amerykański szachista (ur. 1872)
- 1907:
  - Hector Malot, francuski pisarz (ur. 1830)
  - Jerzy, serbski biskup prawosławny, patriarcha serbski i metropolita karłowicki (ur. 1830)
- 1908 – Andreas Thiel, niemiecki duchowny katolicki, biskup warmiński (ur. 1826)
- 1910 – Aleksandyr Bogoridi, turecki polityk, dyplomata pochodzenia bułgarskiego (ur. 1822)
- 1911 – Vahram Kevorkian, belgijski piłkarz pochodzenia ormiańskiego (ur. 1887)
- 1912:
  - Bronisław Abramowicz, polski malarz (ur. 1835)
  - Henri Poincaré, francuski matematyk, fizyk, astronom, filozof, wykładowca akademicki (ur. 1854)
  - Franciszek Tomaszewski, polski nauczyciel, polityk (ur. 1852)
- 1918:
  - Jewgienij Botkin, rosyjski lekarz (ur. 1865)
  - Iwan Charitonow, rosyjski kucharz (ur. 1870)
  - Anna Diemidowa, rosyjska pokojówka (ur. 1878)
  - Edward Janczewski-Glinka, polski biolog, wykładowca akademicki (ur. 1846)
  - Aleksy Romanow, rosyjski carewicz, ostatni następca tronu Rosji, święty prawosławny (ur. 1904)
  - Mikołaj II Romanow, ostatni car Rosji, święty prawosławny (ur. 1868)
  - Aleksandra Romanowa, caryca Rosji, święta prawosławna (ur. 1872)
  - Anastazja Romanowa, wielka księżna Rosji (ur. 1901)
  - Maria Romanowa, wielka księżna Rosji, święta prawosławna (ur. 1899)
  - Olga Romanowa, wielka księżna Rosji, święta prawosławna (ur. 1895)
  - Tatiana Romanowa, wielka księżna Rosji, święta prawosławna (ur. 1897)
  - Aleksiej Trupp, rosyjski kamerdyner (ur. 1858)
- 1920 – Heinrich Dressel, niemiecki archeolog, epigrafik, numizmatyk (ur. 1845)
- 1922 – Heinrich Rubens, niemiecki fizyk, wykładowca akademicki (ur. 1865)
- 1924:
  - Isabella Stewart Gardner, amerykańska kolekcjonerka i mecenas sztuki, filantropka pochodzenia brytyjskiego (ur. 1840)
  - Ricciotti Garibaldi, włoski generał (ur. 1847)
  - Walery Jaworski, polski gastrolog, wykładowca akademicki (ur. 1849)
- 1925:
  - Lovis Corinth, niemiecki malarz, grafik (ur. 1858)
  - Franz Schnopfhagen, austriacki patolog, psychiatra, neuroanatom (ur. 1848)
- 1926:
  - Juliusz Wojciech Bełtowski, polski rzeźbiarz, snycerz, medalier, malarz (ur. 1852)
  - Georg Emil Ludwig Sello, niemiecki prawnik, historyk, archiwista (ur. 1850)
  - Tichon (Wasilewski), rosyjski biskup prawosławny (ur. 1867)
- 1928:
  - Giovanni Giolitti, włoski polityk, premier Włoch (ur. 1842)
  - Álvaro Obregón, meksykański generał, polityk, prezydent Meksyku (ur. 1880)
  - Wasilij Sobolew, rosyjski komunista, rewolucjonista (ur. 1893)
- 1931:
  - Nicolae Paulescu, rumuński lekarz, odkrywca insuliny (ur. 1869)
  - Jadwiga Petrażycka-Tomicka, polska nauczycielka, feministka, publicystka, literatka (ur. 1863)
  - Iosif Schomaker, rosyjski żeglarz sportowy (ur. 1859)
- 1932 – Theodor Rosetti, rumuński pisarz, dziennikarz, polityk, premier Rumunii (ur. 1837)
- 1933:
  - Steponas Darius, litewski pilot (ur. 1896)
  - Stasys Girėnas, litewski pilot (ur. 1893)
- 1934 – Michalina Gądzyńska, polska weteranka powstania styczniowego (ur. 1839)
- 1935:
  - Jacob Björnström, fiński żeglarz sportowy (ur. 1881)
  - George William Russell, irlandzki poeta, malarz, mistyk, filozof, publicysta (ur. 1867)
  - Daniel Domingo Salamanca, boliwijski adwokat, polityk, prezydent Boliwii (ur. 1868)
- 1937 – Gabriel Pierné, francuski kompozytor, organista, dyrygent (ur. 1863)
- 1938 – Robert Wiene, niemiecki reżyser filmowy (ur. 1873)
- 1939:
  - Tadeusz Bylewski, polski generał dywizji (ur. 1866)
  - Maria del Carmen Gonzalez-Valerio, hiszpańska dziewczynka, Służebnica Boża (ur. 1930)
  - Antoni Schultis, polski urzędnik, działacz państwowy, wojewoda śląski (ur. 1869)
- 1941:
  - Ira Davenport, amerykański lekkoatleta, sprinter i średniodystansowiec, piłkarz (ur. 1887)
  - Ludwig Stubbendorff, niemiecki jeździec sportowy, żołnierz (ur. 1906)
  - Jan Szwejda, polski podporucznik rezerwy piechoty, urzędnik skarbowy (ur. 1905)
  - Kolë Thaçi, albański polityk (ur. 1886)
- 1942:
  - Gerhard Bigalk, niemiecki dowódca okrętów podwodnych (ur. 1908)
  - Juliusz Mokry, polski inżynier górnictwa (ur. 1873)
  - Benedykt Rymer, polski harcerz, członek sztabu okręgu śląskiego ZWZ (ur. 1916)
  - Michał Rymer, polski harcerz, dziennikarz, kurier sztabu okręgu śląskiego ZWZ (ur. 1919)
  - Józef Szmechta, polski powstaniec śląski, oficer dywersyjnej Grupy Wawelberg, komendant okręgu śląskiego AK (ur. 1900)
  - Juliusz Wolfarth, polski urzędnik, starosta gostyński (ur. 1888)
- 1943:
  - Arthur Byron, amerykański aktor (ur. 1872)
  - Kazimierz Gruetzmacher, polski ziemianin, polityk, senator i poseł na Sejm RP (ur. 1878)
- 1944:
  - Tarsycja Maćkiw, ukraińska zakonnica greckokatolicka, męczennica, błogosławiona (ur. 1919)
  - William James Sidis, amerykański matematyk, kosmolog, socjolog, antropolog, językoznawca, jurysta (ur. 1898)
- 1945:
  - Ernst Busch, niemiecki feldmarszałek (ur. 1885)
  - Zygmunt Jeleń, polski wydawca, drukarz (ur. 1866)
- 1946 – Dragoljub Mihailović, serbski generał (ur. 1893)
- 1949 – Miel Mundt, holenderski piłkarz (ur. 1880)
- 1951 – Rijad as-Sulh, libański polityk, premier Libanu (ur. 1894)
- 1953 – Maude Adams, amerykańska aktorka (ur. 1872)
- 1954 – Vincas Krėvė-Mickevičius, litewski pisarz, filolog, polityk, premier Litwy (ur. 1882)
- 1956 – Stefan Pasławski, polski generał brygady (ur. 1885)
- 1957 – James Ryan, nowozelandzki rugbysta (ur. 1887)
- 1959:
  - Billie Holiday, amerykańska wokalistka jazzowa (ur. 1915)
  - Eugene Meyer, amerykański finansista, przedsiębiorca, urzędnik, wydawca prasowy pochodzenia austriacko-żydowskiego (ur. 1875)
- 1960 – Paweł Piotr Gojdič, słowacki bazylianin, biskup tytularny eparchii preszowskiej Kościoła katolickiego obrządku bizantyjsko-słowackiego, męczennik, błogosławiony, Sprawiedliwy wśród Narodów Świata (ur. 1888)
- 1961:
  - Ty Cobb, amerykański baseballista (ur. 1886)
  - Olga Forsz, rosyjska pisarka (ur. 1873)
- 1963:
  - Olga Didur-Wiktorowa, polska śpiewaczka operowa (mezzosopran) (ur. 1900)
  - Dionisio Mejía, meksykański piłkarz (ur. 1907)
- 1965 – Jan Konstanty Dąbrowski, polski historyk (ur. 1890)
- 1967 – John Coltrane, amerykański muzyk jazzowy (ur. 1926)
- 1968:
  - Aleksiej Kruczonych, rosyjski prozaik, poeta (ur. 1886)
  - Jan van Rijckenborgh, holenderski mistyk, gnostyk (ur. 1896)
- 1969:
  - Harry Benham, amerykański aktor (ur. 1884)
  - Leon Grochowski, polski biskup i ordynariusz diecezji polskiej Polskiego Narodowego Kościoła Katolickiego, pierwszy biskup Polskiego Narodowego Kościoła Katolickiego w USA i Kanadzie (ur. 1886)
- 1970:
  - Juan Botella, meksykański skoczek do wody (ur. 1941)
  - Aleksander Dyżewski, polski inżynier (ur. 1893)
  - Juano Hernández, portorykański aktor (ur. ?)
- 1971 – Cliff Edwards, amerykański muzyk, piosenkarz, aktor (ur. 1895)
- 1972:
  - Eduard Macheiner, austriacki duchowny katolicki, biskup pomocniczy i arcybiskup Salzburga (ur. 1907)
  - Anton Streitwieser, niemiecki funkcjonariusz i zbrodniarz nazistowski (ur. 1916)
- 1973:
  - Eduardo Lima, brazylijski piłkarz (ur. 1920)
  - Aleksandr Milczakow, radziecki polityk (ur. 1903)
  - Stanisław Węgrzyn, polski malarz, scenograf teatralny (ur. 1899)
- 1974:
  - Dizzy Dean, amerykański baseballista (ur. 1910)
  - Piotr Kałwa, polski duchowny katolicki, biskup lubelski (ur. 1893)
- 1975 – Konstantin Gamsachurdia, gruziński pisarz, tłumacz (ur. 1893)
- 1976:
  - Muhammad ibn Arafa, sułtan Maroka (ur. 1889)
  - Rina Morelli, włoska aktorka (ur. 1908)
- 1977:
  - Osmín Aguirre y Salinas, salwadorski pułkownik, polityk, samozwańczy prezydent Salwadoru (ur. 1889)
  - Billy Gonsalves, amerykański piłkarz (ur. 1908)
  - Hugo Gunckel Lüer, chilijski botanik, farmaceuta (ur. 1901)
  - Witold Małcużyński, polski pianista, juror międzynarodowych konkursów pianistycznych (ur. 1914)
  - Gerhard Zeggert, niemiecki organista, dyrygent, kompozytor (ur. 1896)
  - Zózimo, brazylijski piłkarz (ur. 1932)
- 1978 – Fiodor Kułakow, radziecki polityk (ur. 1918)
- 1979 – Edward Akufo-Addo, ghański sędzia, polityk (ur. 1906)
- 1980 – Borys Delone, rosyjski matematyk (ur. 1890)
- 1981:
  - Kārlis Reisons, litewski architekt pochodzenia łotewskiego (ur. 1894)
  - Marian Allan Weiss, polski ortopeda (ur. 1921)
- 1982:
  - Bolesław Jackiewicz, polski major, polityk, poseł na Sejm PRL (ur. 1914)
  - Bob John, walijski piłkarz, trener (ur. 1899)
  - Stanisław Klimowski, polski malarz, rzeźbiarz (ur. 1891)
- 1983 – Erik Börjesson, szwedzki piłkarz (ur. 1888)
- 1985 – Czesław Marek, polski kompozytor, pianista, pedagog (ur. 1891)
- 1986 – Janusz Ciborowski, polski chemik (ur. 1918)
- 1987:
  - Jerzy Dobrowolski, polski aktor, satyryk, dramaturg, reżyser (ur. 1930)
  - Kristjan Palusalu, estoński zapaśnik (ur. 1908)
- 1988 – Fiodor Nikitin, rosyjski aktor (ur. 1900)
- 1989:
  - Paul Lemerle, francuski historyk, mediewista, bizantynolog (ur. 1903)
  - Luis Muñoz, hiszpański bobsleista (ur. 1928)
- 1990:
  - Ewa Lassek, polska aktorka (ur. 1928)
  - Edward A. Murphy, amerykański inżynier lotniczy (ur. 1918)
- 1991 – Mirko Paráček, czechosłowacki lekkoatleta, sprinter, trener, pisarz (ur. 1920)
- 1992 – Feliks Rak, polski poeta i działacz ludowy (ur. 1903)
- 1993:
  - Władimir Barmin, rosyjski inżynier (ur. 1909)
  - Pál Dunay, węgierski szpadzista, florecista (ur. 1909)
  - Štefan Znám, słowacki matematyk (ur. 1936)
- 1994 – Jean Borotra, francuski tenisista (ur. 1898)
- 1995:
  - Juan Manuel Fangio, argentyński kierowca wyścigowy (ur. 1911)
  - Harry Guardino, amerykański aktor (ur. 1925)
  - Jerzy Michotek, polski aktor, piosenkarz, reżyser estradowy i telewizyjny (ur. 1921)
- 1996:
  - Chas Chandler, brytyjski basista, członek zespołu The Animals, producent muzyczny (ur. 1938)
  - Paul Touvier, francuski szef pronazistowskiej milicji, kolaborant, zbrodniarz wojenny (ur. 1915)
- 1998:
  - Roger Quilliot, polityk francuski, minister (ur. 1925)
  - Claudia Testoni, włoska lekkoatletka, płotkarka (ur. 1915)
- 1999:
  - Arthur Allen Hoag, amerykański astronom (ur. 1921)
  - Orest Maciuk, ukraiński historyk, archiwista (ur. 1932)
- 2001 – Tadeusz Porębski, polski polityk, wicemarszałek Sejmu (ur. 1931)
- 2002 – Ubiratan Pereira Maciel, brazylijski koszykarz (ur. 1944)
- 2003 – Rosalyn Tureck, amerykańska pianistka, klawesynistka (ur. 1914)
- 2004:
  - Grzegorz Cziura, polski sztangista (ur. 1952)
  - Jacek Lenartowicz, polski perkusista, członek zespołu Deadlock (ur. 1961)
- 2005:
  - Laurel Aitken, jamajski pionier muzyki ska (ur. 1927)
  - Geraldine Fitzgerald, amerykańska aktorka pochodzenia irlandzkiego (ur. 1913)
  - Edward Heath, brytyjski polityk, premier Wielkiej Brytanii (ur. 1916)
- 2006:
  - Mickey Spillane, amerykański pisarz (ur. 1918)
  - Andrzej Tomza, polski strzelec sportowy (ur. 1931)
- 2007:
  - Adolf Derentowicz, polski inżynier budownictwa, pływak, piłkarz wodny (ur. 1935)
  - Cezaria Iljin-Szymańska, polska architekt, działaczka podziemia (ur. 1916)
  - Bill Perry, amerykański gitarzysta bluesowy (ur. 1958)
- 2008 – Willi Birkelbach, niemiecki polityk (ur. 1913)
- 2009:
  - Me’ir Amit, izraelski generał, polityk (ur. 1921)
  - Walter Cronkite, amerykański dziennikarz telewizyjny (ur. 1916)
  - Leszek Kołakowski, polski filozof, eseista, publicysta, wykładowca akademicki (ur. 1927)
  - Jean Margéot, maurytyjski kardynał (ur. 1916)
  - Bruno Miecugow, polski dziennikarz, publicysta, pisarz (ur. 1927)
- 2010:
  - Bernard Giraudeau, francuski aktor (ur. 1947)
  - Władysław Mróz, polski generał dywizji (ur. 1924)
- 2011:
  - Juan María Bordaberry, urugwajski wojskowy, polityk, prezydent Urugwaju (ur. 1928)
  - Takaji Mori, japoński piłkarz, trener (ur. 1943)
  - David Ngoombujarra, australijski aktor aborygeński (ur. 1967)
  - Andrzej Woszczyk, polski astronom (ur. 1935)
- 2013:
  - Vincenzo Cerami, włoski scenarzysta filmowy (ur. 1940)
  - Jerzy Paweł Duda, polski wokalista, muzyk, kompozytor (ur. 1950)
- 2014:
  - Liam Davison, australijski pisarz (ur. 1957)
  - Pim de Kuijer, holenderski publicysta, działacz polityczny (ur. 1981)
  - Henry Hartsfield, amerykański pilot wojskowy, inżynier, astronauta (ur. 1933)
  - Shuba Jay, malezyjska aktorka (ur. 1976)
  - Joep Lange, holenderski naukowiec, badacz kliniczny (ur. 1954)
  - Ian Moutray, australijski rugbysta (ur. 1936)
  - Bill Mulliken, amerykański pływak (ur. 1939)
  - Elaine Stritch, amerykańska aktorka (ur. 1925)
  - Glenn Thomas, brytyjski dziennikarz (ur. 1965)
  - Lucie van Mens, holenderska działaczka społeczna (ur. 1955)
  - Willem Witteveen, holenderski prawnik, polityk (ur. 1952)
- 2015:
  - Krzysztof Baumiller, polski scenograf telewizyjny, teatralny i filmowy (ur. 1946)
  - Jules Bianchi, francuski kierowca wyścigowy (ur. 1989)
  - Nova Pilbeam, brytyjska aktorka (ur. 1919)
- 2016:
  - Sérgio Henrique Ferreira, brazylijski naukowiec, lekarz, farmakolog (ur. 1934)
  - Andrzej Grabarczyk, polski lekkoatleta, trójskoczek, skoczek w dal (ur. 1964)
  - Dominik Morawski, polski publicysta, dziennikarz, działacz społeczny (ur. 1921)
- 2018:
  - Bullumba Landestoy, dominikański pianista, kompozytor (ur. 1925)
  - Zygmunt Machoy, polski biochemik (ur. 1924)
  - Stanisław Paszkowski, polski inżynier, cybernetyk, wiceminister przemysłu maszynowego (ur. 1928)
  - Erardo Cristoforo Rautenberg, niemiecki prawnik, prokurator generalny Brandenburgii (ur. 1953)
- 2019:
  - Aleksander Bem, polski perkusista, członek zespołów: Bemibek i Bemibem (ur. 1948)
  - Andrea Camilleri, włoski pisarz, reżyser teatralny (ur. 1925)
  - Warren Cole, nowozelandzki wioślarz (ur. 1940)
  - Henryk Gawroński, polski polityk, minister przemysłu maszynowego (ur. 1933)
  - Pumpsie Green, amerykański baseballista (ur. 1933)
  - Nikola Hajdin, serbski architekt (ur. 1923)
  - Robert Proch, polski malarz, twórca filmów animowanych (ur. 1986)
  - Raca, polski raper (ur. 1986)
  - Marek Tukiendorf, polski chemik, wykładowca akademicki (ur. 1964)
  - Robert Waseige, belgijski piłkarz, trener (ur. 1939)
- 2020:
  - Pierre-Marie Coty, iworyjski duchowny katolicki, biskup Daloa (ur. 1927)
  - Zenon Grocholewski, polski duchowny katolicki, sekretarz i prefekt Najwyższego Trybunału Sygnatury Apostolskiej, kardynał (ur. 1939)
  - Wołodymyr Łozynski, ukraiński piłkarz, trener (ur. 1955)
  - Silvio Marzolini, argentyński piłkarz, trener (ur. 1940)
  - Jerzy Pietraszko, polski matematyk, działacz opozycji antykomunistycznej (ur. 1954)
  - Andrzej Strzelecki, polski aktor, reżyser teatralny, scenarzysta, satyryk, pedagog, prezenter telewizyjny, gracz i działacz golfowy (ur. 1952)
  - Ron Tauranac, australijski projektant samochodów wyścigowych (ur. 1925)
  - Marian Więckowski, polski kolarz szosowy (ur. 1933)
- 2021:
  - Ryszard Antoniszczak, polski plastyk, pisarz, scenarzysta, reżyser filmów animowanych (ur. 1947)
  - Pilar Bardem, hiszpańska aktorka (ur. 1939)
  - Wacław Narkiewicz, polski fotograf (ur. 1931)
  - Stanisław Rodziński, polski malarz (ur. 1940)
- 2022:
  - Eric Flint, amerykański pisarz, edytor (ur. 1947)
  - Erden Kıral, turecki reżyser i scenarzysta filmowy (ur. 1942)
  - Francesco Rizzo, włoski piłkarz (ur. 1943)
- 2023:
  - Robert Budzynski, francuski piłkarz (ur. 1940)
  - Bohdan Hreszczak, ukraiński piłkarz, trener (ur. 1944)
  - Lech Jęczmyk, polski tłumacz, eseista, publicysta i znawca literatury science fiction (ur. 1936)
  - Palhinha, brazylijski piłkarz, trener (ur. 1950)
- 2024:
  - Mikałaj Damaszkiewicz, białoruski działacz państwowy i samorządowy, szef administracji prezydenta Białorusi (ur. 1949)
  - Monika Kowal-Linka, polska geolog (ur. 1974)
- 2025:
  - Felix Baumgartner, austriacki spadochroniarz, BASE jumper (ur. 1969)
  - Joanna Kołaczkowska, polska artystka kabaretowa (ur. 1966)
  - John Owen Stone, australijski polityk (ur. 1929)
  - Udo Voigt, niemiecki przedsiębiorca, polityk, eurodeputowany (ur. 1952)